# تاريخ فلوريدا
عند تتبع تاريخ ولاية فلوريدا نرى أن سكان أمريكا الأصليين قد استوطنوا شبه الجزيرة منذ ما يقارب 14000 عام. تركوا خلفهم الكثير من التحف والأدلة الأثرية. أما تاريخ فلوريدا المكتوب فيبدأ بوصول الأوروبيين إلى القارة؛ حيث قام المستكشف الإسباني خوان بونثي دي ليون عام 1513 بعمل السجلات النصية الأولى. تلقت الولاية اسمها من هذا الفاتح الإسباني، وصل إلى فلوريدا يوم عيد الفصح في 27 مارس وشاهد غطائها النباتي الكثيف فوضع ملكها رسمياً ضمن أملاك التاج، واطلق عليها شبه جزيرة «باسكوا فلوريدا» وتعني (مهرجان الزهور) بسبب المناظر الطبيعية الخضراء وقد أطلق عليه الأسبان هذا الاسم.
كانت هذه المنطقة أول منطقة في البر الرئيسي للولايات المتحدة يتم استيطانها من قبل الأوروبيين. وبذلك فإن عام 1513 يمثل بداية التخوم الأمريكية. منذ ذلك الوقت شهدت فلوريدا العديد من موجات الاستعمار والهجرة، بما في ذلك الاستيطان الفرنسي والإسباني خلال القرن السادس عشر، بالإضافة إلى دخول مجموعات جديدة من الأمريكيين الأصليين المهاجرين من أماكن أخرى في الجنوب، بالإضافة إلى الأحرار السود والعبيد الهاربين الذين تحالفوا في القرن 19 مع الأمريكيين الأصليين كالسيمينول السود. كانت فلوريدا تحت الحكم الاستعماري من قبل إسبانيا وفرنسا وبريطانيا العظمى خلال القرنين الثامن عشر والتاسع عشر قبل أن تصبح من أراضي الولايات المتحدة عام 1821. بعد عقدين من الزمن، وفي عام 1845 تم قبول فلوريدا في الاتحاد باعتبارها الولاية الأمريكية السابعة والعشرين. وشهد القرن التاسع عشر وصول مهاجرين جدد من أوروبا وأمريكا اللاتينية وأفريقيا وآسيا.
يطلق على ولاية فلوريدا اسم «ولاية صن شاين» بسبب مناخها الدافئ ونهارها المشمس، والتي اجتذبت المهاجرين الشماليين والمصطافين منذ عشرينات القرن الماضي. في عام 2011 تجاوزت فلوريدا أكثر من 19 مليون شخص، وأصبحت ثالث أكبر ولاية من حيث عدد السكان.
تطور اقتصاد فلوريدا بمرور الوقت، بدءاً باستغلال الموارد الطبيعية في قطع الأشجار والتعدين وصيد الأسماك والغوص الإسفنجية؛ وكذلك تربية الماشية والزراعة وتنامي اشجار الحمضيات. واتباع سياسة ناجحة من قبل الشركات السياحية والعقارية والتجارية والمصرفية.

## التاريخ المبكر

### الجيولوجيا
كانت ولاية فلوريدا بالأساس في قارة غندوانا في القطب الجنوبي قبل 650 مليون سنة (Mya). عندما اصطدمت غندوانا مع قارة لورنتيا قبل 300 مليون سنة انتقلت شمالًا. اندمجت القارتين وتكونت قارة جديدة احتوت فيها فلوريدا التي انتقلت شمال خط الاستواء. وفي ذلك الوقت قبل حوالي 200 مليون عام تقريباً كانت فلوريدا محاطة بالصحراء في وسط قارة جديدة تسمى بانجيا. وعندما انفصلت قارة بانجيا قبل 115 مليون سنة ظهرت فلوريدا على شكل شبه جزيرة. حيث كانت اليابسة الناشئة لفلوريدا هي جزيرة أورانج، وهي جزيرة منخفضة تقع فوق منصة فلوريدا الكربونية التي ظهرت في الفترة قبل 34 إلى 28 مليون عام.
عندما حبس التجلد مياه العالم قبل 2.58 مليون سنة انخفض مستوى سطح البحر بشكل كبير، حيث كان مستوى الماء حوالي 100 متر (330 قدم) أقل من المستويات الحالية. ونتيجة لذلك لم تبرز شبه جزيرة فلوريدا فحسب بل كانت مساحتها تبلغ ضعف مساحتها اليوم. وتمتعت فلوريدا أيضًا بمناخ أكثر جفافًا وبرودة مما كان عليه قبل ذلك. وكان هناك عدد قليل من الأنهار أو الأراضي الرطبة المتدفقة.

### فلوريدا الأولى
دخل أسلاف الهنود الحمر ما يعرف الآن بفلوريدا منذ 14000 عام على الأقل، خلال العصر الجليدي الأخير. مع انخفاض مستوى سطح البحر، كانت شبه جزيرة فلوريدا أوسع بكثير، وكان المناخ أكثر برودة وجفافاً بكثير مما عليه الحال في الوقت الحاضر. وكانت المياه العذبة متوفرة فقط في بالوعات وأحواض تصريف الحجر الجيري، وكان نشاط أسلاف العنود يتركز حول هذه الفتحات الشحيحة نسبياً. تلك البالوعات والأحواض التي أصبحت قاع الأنهار الحديثة (مثل موقع Page-Ladson وAucill Rivera) احتوت على مجموعة غنية من القطع الأثريةالهندية القديمة.
أسفرت الحفريات في مقلع حجري قديم في مقاطعة ماريون (فلوريدا) عن «أدوات من الحجر الخام» تُظهر علامات تآكل واسع النطاق من رواسب تحتها تلك الموجودة في الآثار الهندية القديمة. أعطى تحليل التألق الحراري وتحليل التجوية بشكل مستقل تواريخًا من 26000 إلى 28000 عامًا لإنشاء القطع الأثرية. بالرغم من النتائج المثيرة للجدل، الا أن التمويل لم يكن متاحاً لإكمال الدراسات.
بدأت الأنهار الجليدية في التراجع حوالي عام 8000 قبل الميلاد، فأصبح مناخ فلوريدا أكثر دفئًا ورطوبة. وشهد ذلك الوقت ذوبان الأنهار الجليدية، وارتفاع مستوى سطح البحر، مما قلل من كتلة الأرض. غمرت المياه ببطء العديد من مواقع سكن ما قبل التاريخ على طول الساحل القديم، مما جعل من الصعب العثور على القطع الأثرية من الثقافات الساحلية المبكرة. في ذلك الوقت تطورت أو تم استبدال الثقافة الهندية القديمة بثقافة جديدة مع زيادة عدد السكان ووفرة المزيد من المياه المتاحة، وشغل الناس مواقع أخرى كثيرة، كما يتضح من العديد من القطع الأثرية. حيث استفاد علماء الآثار الكثير عن الشعب الذي سكن فلوريدا في وقت مبكر من خلال الاكتشافات الأثرية في تلك المنطقة. حوالي عام 5000 قبل الميلاد بدأ الناس يعيشون في قرى بالقرب من الأراضي الرطبة وعلى طول الساحل في المواقع المفضلة التي كانت مشغولة على الأرجح لأجيال متعددة.
حوالي عام 3000 قبل الميلاد بدأت عصر جديد، عندما وصل مناخ فلوريدا إلى الظروف الحالية وارتفع البحر بالقرب من مستواه الحالي. وشغل الناس كل من الأراضي الرطبة العذبة والمياه المالحة بشكل مشاع. وعاش الكثير من الناس في قرى كبيرة تحتوي أكمة وتلال ترابية مشيدة لهذا الغرض، مثل جزيرة هورز التي كان بها أكبر مجتمع مأهول بشكل دائم في التاريخ القديم لجنوب شرق الولايات المتحدة. كما أن لديها أقدم جثوة في الشرق يرجع تاريخها إلى حوالي سنة 1450 قبل الميلاد. بدأ الناس في صناعة الفخار في فلوريدا بحلول عام 2000 قبل الميلاد. وبحلول سنة 500 قبل الميلاد بدأت الثقافة القديمة التي كانت موحدة إلى حد ما عبر فلوريدا تتفتت إلى ثقافات إقليمية.
تطورت الثقافات ما بعد القديمة في شرق وجنوب فلوريدا في عزلة نسبية. ومن المحتمل أن تكون الشعوب التي كانت تعيش في فلوريدا عندما دخلها الأوربيين أول مرة تعود أصولهم بصورة مباشرة لسكان المناطق والغابات في العصور القديمة. تأثرت ثقافات شبه جزيرة فلوريدا وشمال ووسط ساحل خليج المكسيك بثقافة المسيسيبيين بقوة، حيث أنتجت نوعين محليين معروفين باسم ثقافة بينساكولا وثقافة فورت والتون.
يوحي التاريخ الثقافي المتتابع أن شعوب تلك المناطق تنحدر سلالاتهم أيضا إلى سكان العصر القديم في بانهاندل والجزء الشمالي من شبه الجزيرة، اعتمد الناس زراعة محصول الذرة الذي كانت زراعته محدودة أو غائبة بين القبائل التي عاشت جنوباً الناطقين باللغة التيموكانية (أي تقريبًا جنوباً من شاطئ دايتونا الحالي في فلوريدا إلى نقطة على خليج تامبا أو شماله). اعتمد جنوب فلوريدا على بيئة مصبات الأنهار الغنية وطور مجتمعًا شديد التعقيد دون زراعة.

### الوصول الأوروبي ومابعده

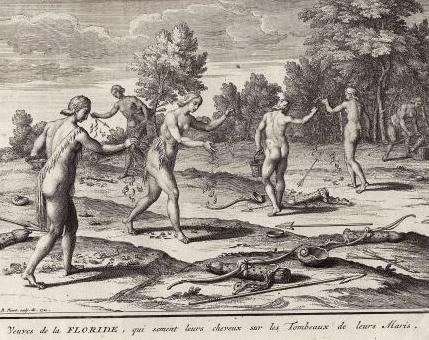
برنارد بيكارت نقش صفيحة نحاسية لهنود فلوريدا حوالي 1721

في أول اتصال أوروبي في أوائل القرن السادس عشر، كان يسكن ولاية فلوريدا ما يقدر بنحو 350,000 شخص ينتمون إلى عدد من القبائل. أرسلت الإمبراطورية الإسبانية مستكشفين إسبان يسجلون ما يقرب من مائة اسم للمجموعات التي واجهوها، بدءاً من الكيانات السياسية المنظمة مثل الأبالاتشي التي كان يبلغ عدد سكانها حوالي 50000، إلى القرى التي ليس لها أي انتماء سياسي معروف. وكان هناك ما يقدر بنحو 150,000 من الناطقين بلهجات لغة تيموكوا، ولكن تم تنظيم تيموكوا كمجموعات من القرى ولكنها لم تتقاسم ثقافة مشتركة.
وشملت القبائل الأخرى في ولاية فلوريدا في وقت الاتصال الأول Ais، Calusa، Jaega، Mayaimi، Tequesta وTocobaga. كتب المستكشفون الأوائل مثل الفارو ميكسيا عنهم؛ وتم الوصول إلى معلومات أخرى من خلال البحوث الأثرية. انخفض عدد سكان كل هذه القبائل بشكل ملحوظ خلال فترة السيطرة الإسبانية على ولاية فلوريدا، ويرجع ذلك في الغالب إلى الأوبئة أولأمراض المعدية التي دخلت مع الوافدين الجدد، والتي لم يكن لدى الأمريكيين الأصليين مناعة طبيعية. سمح عدد السكان الأصليين المتناقصين لمجموعات خارجية، مثل السيمينول، بالانتقال إلى المنطقة ابتداءً من حوالي عام1700م.
في بداية القرن الثامن عشر عندما كانت الشعوب الأصلية قد تقلصت أعدادها بالفعل، وكانت القبائل من المناطق في شمال ولاية فلوريدا أصبحت مزودة بالأسلحة وأحيانًا يرافقها مستعمرون بيض من مقاطعة كارولينا، تقوم بمداهمة في جميع أنحاء فلوريدا. فأحرقوا القرى، وقتلوا وأصابوا العديد من السكان ونقلوا من تم أسرهم إلى تشارلز تاون ليتم بيعهم هناككعبيد. معظم القرى في فلوريدا أصبحت مهجورة ة خالية من الناس، ولجأ الناجون إلى سان أوغسطين وفي مناطق معزولة حول الولاية. وبنهاية القرن الثامن عشر انقرضت العديد من القبائل خلال تلك الفترة.
وصلت بعض قبائل أبالاتشي في النهاية إلى لويزيانا، حيث نجوا كمجموعة مميزة من الصمود لقرن آخر من الزمان على الأقل. وقام الأسبان باخلاء القلائل الذين بقوا على قيد الحياة من قبائل فلوريدا إلى كوبا في عام 1763 عندما نقلت إسبانيا أراضي فلوريدا إلى الإمبراطورية البريطانية بعد انتصار الأخير على فرنسا في حرب السنوات السبع. في أعقاب ذلك، تطور السيمينول التي كانت في الأصل فرعًا من شعب مسكوكي التي استوعب مجموعات أخرى وتطور كقبيلة مستقلة في فلوريدا خلال القرن الثامن عشر حيث تشكل ونشأ كمجموعة إثنية. ولديهم حالياً ثلاث قبائل معترف بها على المستوى الفدرالي الأمريكي الذي تشكل من أحفاد الأقوام التي تم استئصالها في ثلاثينيات القرن التاسع عشر، وهذه القبائل هي:
- شعب سيمينول في أوكلاهوما وهي الجزء الأكبر حيث تضم 18,800 عضو مسجل.[21]
- قبيلة سيمينول في فلوريدا وتضم 4100 عضو مسجل (في 2018).[22]
- قبيلة ميكوسوكي في فلوريدا وتضم 400 عضو مسجل (منذ التسعينيات).	.

## ساحة المعارك الاستعمارية

### الحكم الإسباني الأول (1513-1763)

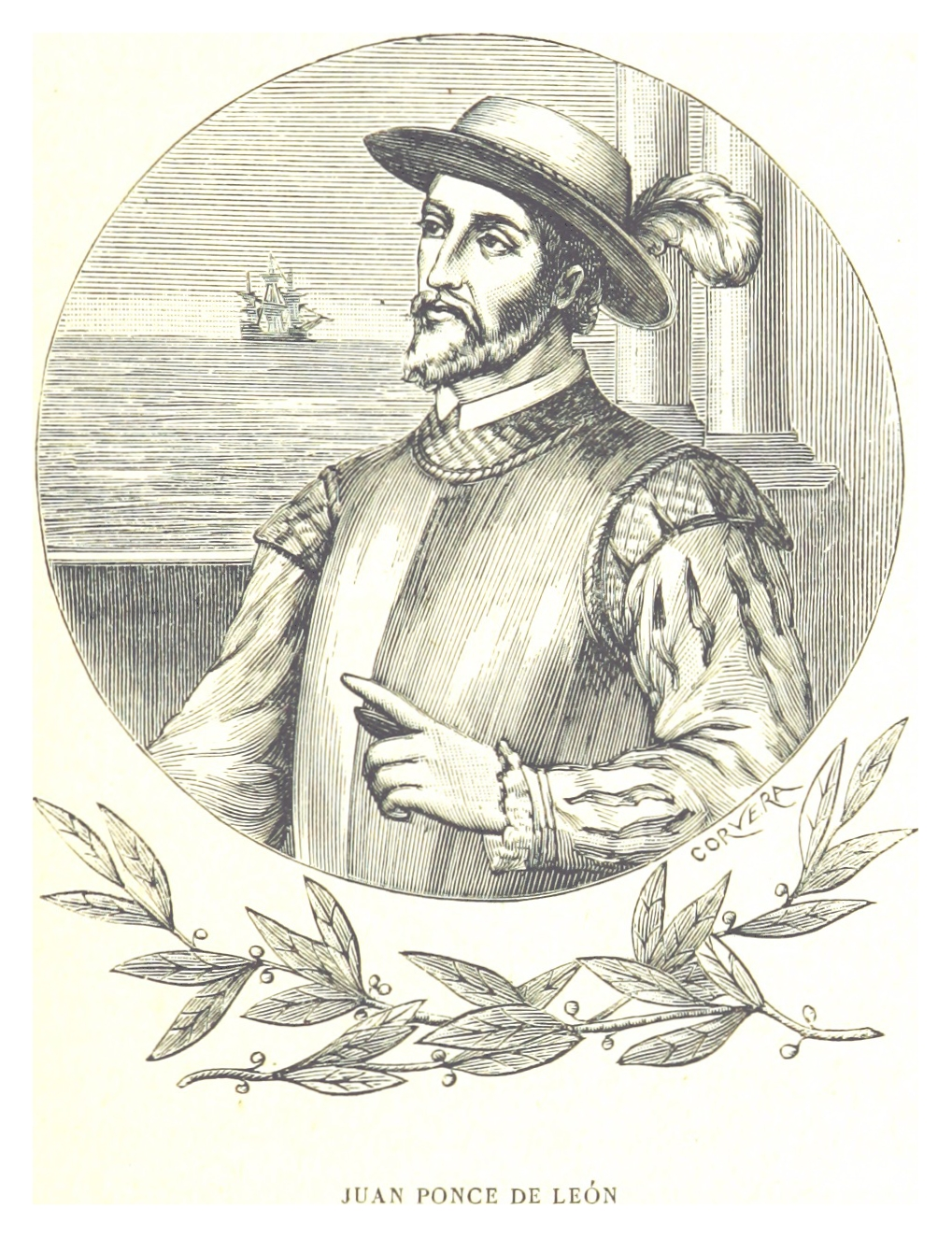
خوان بونثي دي ليون (بلد الوليد، إسبانيا). كان واحدا من أوائل الأوروبيين الذين وضعوا قدمهم في الولايات المتحدة الحالية؛ وقاد أول حملة أوروبية إلى فلوريدا.

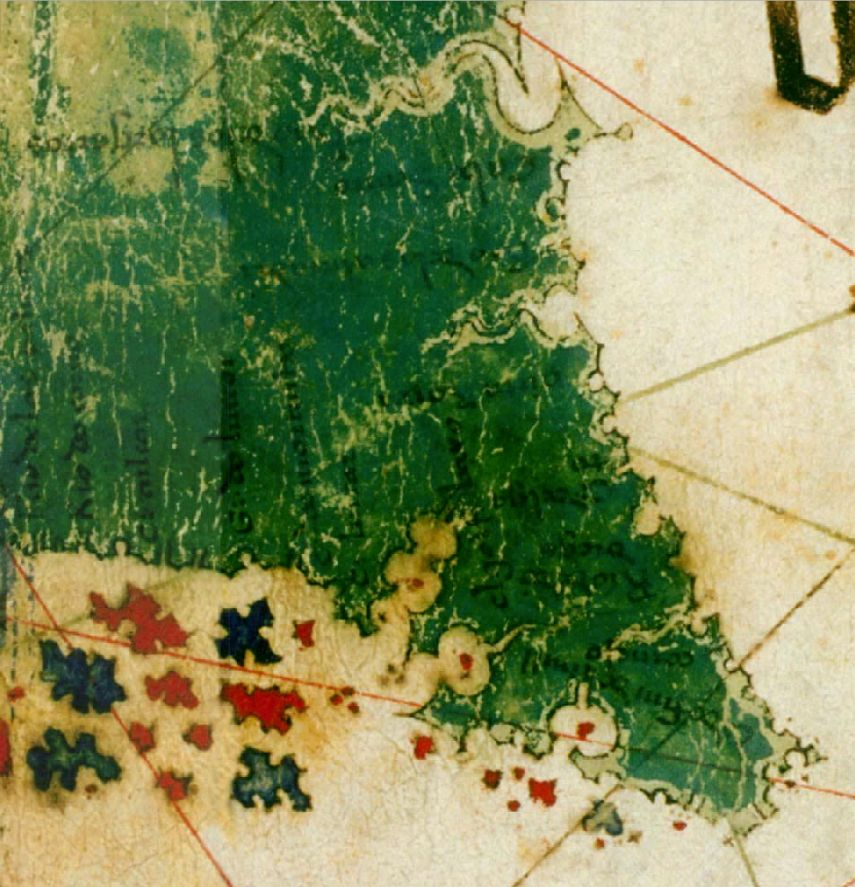
صوير لما يمكن أن يكون في فلوريدا منذ عام 1502 خريطة كانتينو

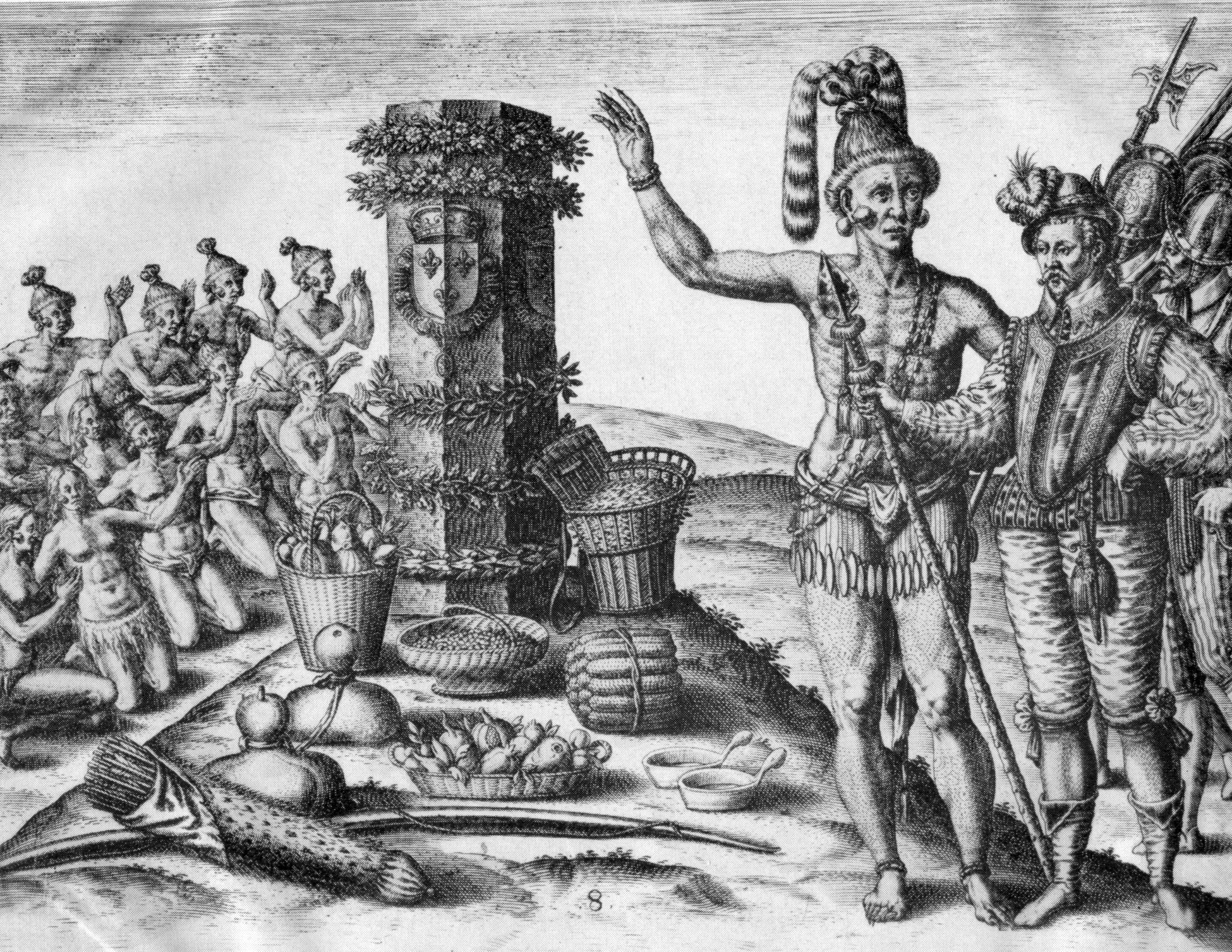
هنود تيموكوا في عمود أقامه الفرنسيون عام 1562

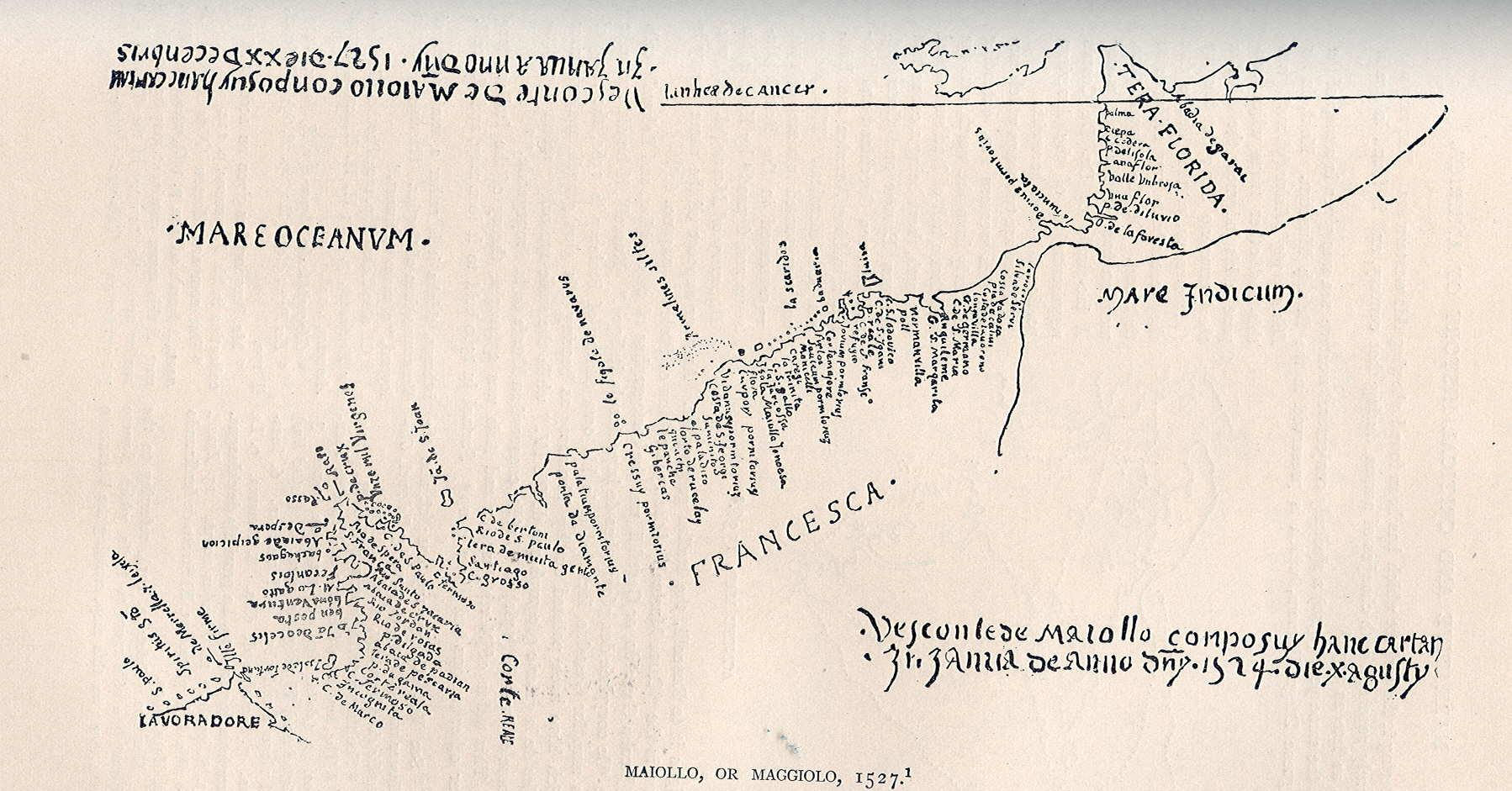
خريطة 1527 رسمها فيسكونتي ماجيولو تُظهر الساحل الشرقي لأمريكا الشمالية.

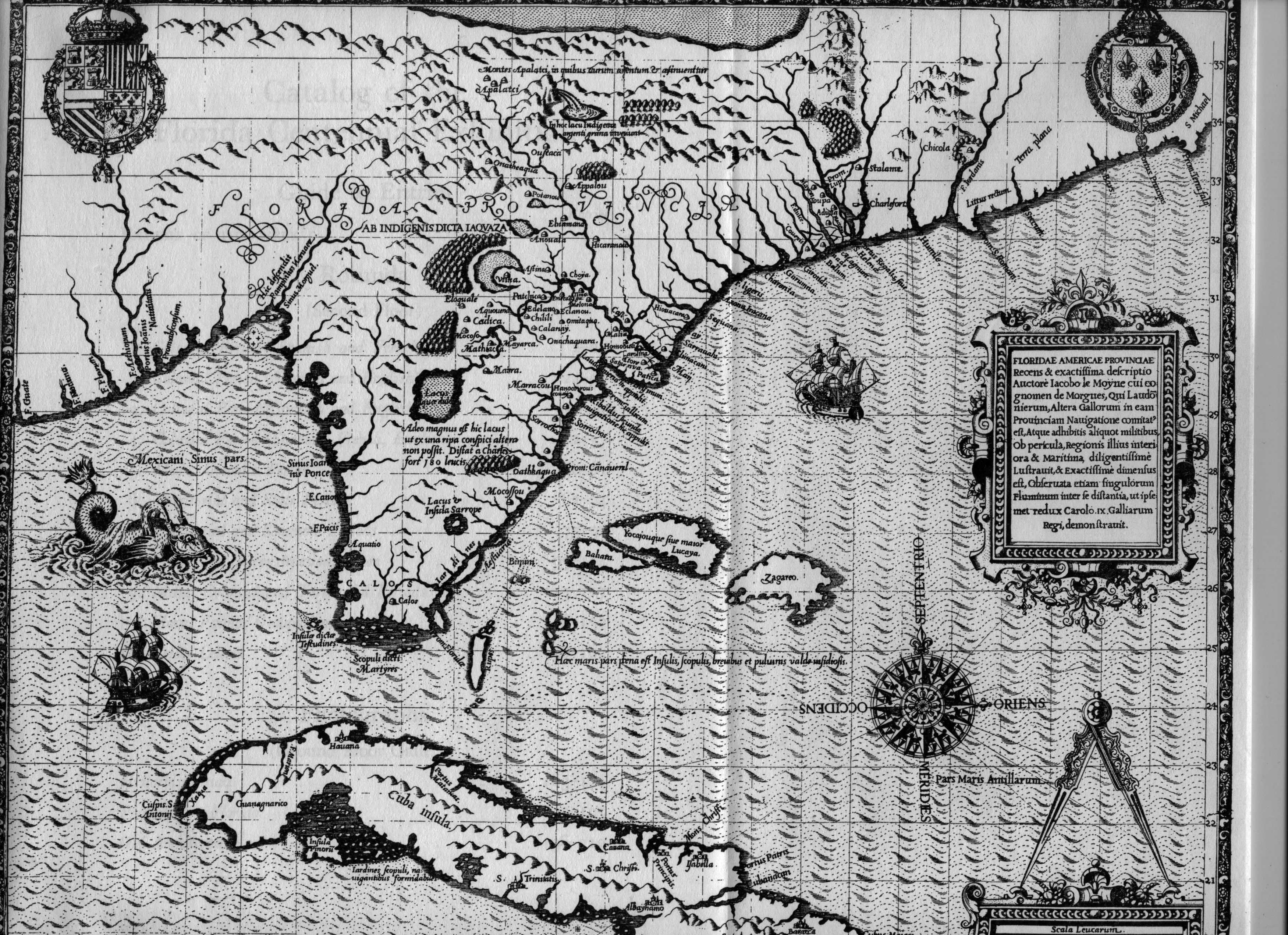
خريطة 1591 لفلوريدا للرسام جاك لو موين.

خوان بونثي دي ليون الفاتح الأسباني والمستكشف الشهير كان واحداً من أوائل الأوروبيين الذين وضعوا قدمهم في الولايات المتحدة الحالية؛ حيث قاد أول حملة أوروبية إلى فلوريدا. ومن الممكن ان يكون هنالك من سبقه في ذلك، لكنه يعتبر أول شخص تم توثيق ما وصل اليه.
تم تصوير ورسم ولاية فلوريدا ومناطق كبيرة من الساحل القريب منها في خريطة كانتينو، وهي خريطة عالمية مبكرة تم نسخها خلسة في عام 1502 من أحدث مخططات الإبحار البرتغالية وتهريبها إلى إيطاليا بعد عقد كامل قبل أن يبحر بونثي شمالًا من بورتوريكو في رحلة استكشافه. ربما لم يكن بونثي دي ليون أول إسباني يذهب إلى الشاطئ في فلوريدا؛ ومن الممكن قيام تجار الرقيق بمداهمة قرى السكان الأصليين سراً قبل وصول بونثي، حيث واجه على الأقل رجل قبيلة من السكان الأصليين يتحدث الإسبانية. ومع ذلك، كانت رحلة بونثي عام 1513 أول رحلة رسمية مفتوحة إلى فلوريدا والتي أعطت فلوريدا اسمها الحالي الذي يعني "المليئة بالزهور"". تقول أسطورة مشكوك فيها أن بونثي دي ليون بحث عن ينبوع الشباب في جزيرة بيميني، بناءً على معلومات من السكان الأصليين.
في 3 مارس 1513، قام خوان بونس دي ليون بتنظيم وتجهيز ثلاث سفن لرحلة استكشافية من «بونتا أغوادا» في بورتوريكو. شملت البعثة 200 شخص، من بينهم نساء ومن ذوي البشرة السوداء الأحرار.
على الرغم من أنه كثيراً ما يُذكر أنه شاهد شبه الجزيرة لأول مرة في 27 مارس 1513 وكان يعتقد في بداية الأمر أنها كانت جزيرة، فإنه ربما رأى واحدة من جزر البهاما في ذلك الوقت. ذهب إلى الشاطئ على الساحل الشرقي لفلوريدا خلال عيد الفصح الأسباني في 7 أبريل / نيسان وأطلق على الأرض اسم (La Pascua de la Florida). بعد فترة وجيزة استكشف جنوباً الأرض التي تسمى القديس أوغسطين حالياً، ثم أبحرت البعثة جنوبًا إلى قاع شبه جزيرة فلوريدا عبر فلوريدا كيز وحتى اعلى الساحل الغربي إلى أقصى شمال حيث ميناء شارلوت، واشتبكوا لفترة وجيزة مع شعب كالوسا قبل العودة إلى بورتوريكو.
منذ عام 1513 فصاعدًا أصبحت الأرض معروفة باسم «لا فلوريدا». بعد عام 1630 وطوال القرن الثامن عشر، كان تيغستا (نسبتاً لقبيلة تيكستا) اسمًا بديلًا لشبه جزيرة فلوريدا بعد نشر خريطة قام بها رسام الخرائط الهولندي هيسيل جيريتس جوناس دي لايت اسمها «تاريخ العالم الجديد».
كانت المحاولات الإسبانية الأخرى لاستكشاف واستعمار ولاية فلوريدا كارثية. عاد بونثي دي ليون إلى منطقة شارلوت هاربور في عام 1521 مع المعدات والمستوطنين لأنشاء مستعمرة، ولكن سرعان ما طردته قبيلة كالوسا، وتوفي دي ليون في كوبا متأثراً بجراحه التي أصيب بها في القتال. ثم قاد بانفيلو دي نارفاييث حملة استكشفت بها الساحل الغربي لفلوريدا عام 1528، لكن مطالبه العنيفة بالذهب والطعام أدت إلى علاقات معادية مع قبيلة توكوباغا ومجموعات أخرى من السكان الأصليين. بسبب مواجهة المجاعة وعجزه التام في العثور على سفن الدعم الخاصة به، حاول نارفاييث العودة إلى المكسيك عبر الطوافات، لكن جميع افراد البعثة فقدوا في البحر ولم ينجو منهم سوى أربعة أفراد. وصل إرناندو دي سوتو إلى فلوريدا في عام 1539 وبدأ رحلة لعدة سنوات عبر ما يعرف الآن بجنوب شرق الولايات المتحدة بحثاً عن الذهب انتهت بفقدانه لحياته. في عام 1559 أنشأ تريستان دي لونا أريلانو أول مستوطنة في بينساكولا، لكن تم التخلي عنها بعد إعصار عنيف دمر المنطقة عام 1561.
وكان الحصان الحيوان الذي اصطاده السكان الأصليون وتعرض للانقراض قبل 10000 عام، أعيد وجوده في أمريكا الشمالية من قبل المستكشفين الأوروبيين إلى فلوريدا في عام 1538. والحيوانات التي فقدت أو سُرقت في الأرض الجديدة بدأت تصبح وحشية.
ي عام 1564، أسس الفرنسي رينيه جولان دو لاودونيير حصن كارولين في ما يعرف الآن باسم جاكسونفيل، كملاذ للاجئين البروتستانت من الهوغونوتيون الهاربين من الاضطهاد الديني في فرنسا. في 1565 عند أسفل الساحل أسس بيدرو مينينديث دي أفيليس مستوطنة سانت أوغسطين  وهي أقدم مستوطنة أوروبية مأهولة بالسكان باستمرار في أي ولاية أمريكية، وهي ثاني أقدم مستوطنة في في الأراضي الحالية للولايات المتحدة بعد مستوطنة سان خوان في بورتوريكو. ومن قاعدة العمليات هذه، بدأ الأسبانيون في بناء البعثات الكاثوليكية.
تأسست جميع المدن الاستعمارية بالقرب من مصبات الأنهار. فتأسست سانت أغوسطينوس عند مدخل نهر ماتانزاس. وتأسست مدن أخرى على البحر في مداخل مماثلة، مثل: جاكسونفيل، ويست بالم بيتش، فورت لودرديل، ميامي، بينساكولا، تامبا، فورت مايرز، وغيرها.
في 20 سبتمبر 1565، هاجم «مينديز دي أفيليس» حصن فورت كارولين، وقتل معظم المدافعين عن الهوغونوتيون الفرنسيين. لكن بعد عامين استعاد الجندي الفرنسي دومينيك دي غورغي المستوطنة لفرنسا وفي هذه المرة تم ذبح المدافعين الأسبان.
أصبحت سانت أوغسطين أهم مستوطنة في فلوريدا وأكثر من مجرد حصن، فتعرضت للهجوم والحرق أكثر من مرة، حيث قُتل وفر معظم اسكانها. ففي عام 1586 تم تدميرها بشكل كبير عندما قام قائد البحر الإنجليزي فرنسيس دريك وبعض القراصنة بنهب وحرق المدينة.
استخدم المبشرون الكاثوليك سانت أوغسطين كقاعدة عمليات لأكثر من 100 مهمة بعيدة المدى في جميع أنحاء فلوريدا، حولوا من خلالها 26000 من السكان الأصليين إلى الديانة المسيحية بحلول عام 1655. واجهت المنطقة تمرداً في عام 1656 ومن ثم ضربها وباء مدمر عام 1659. وكانت هجمات القراصنة والغارات البريطانية لا هوادة فيها، حيث أحرقت المدينة وتم تسويتها بالأرض عدة مرات مما دعى أسبانيا بانشاء الحصونات مثل كاستيلو دي سان ماركوس عام (1672) وفورت ماتانزاس عام (1742).
طوال القرن السابع عشر، دفع المستوطنون الإنجليز في فرجينيا وكارولاينا تدريجياً حدود الأراضي الإسبانية جنوبًا، بينما توغلت المستوطنات الفرنسية على طول نهر المسيسيبي على الحدود الغربية المتاخمة للأراضي الإسبانية. في عام 1702 هاجم الكولونيل الإنجليزي جيمس مور وحلفاءه من قبائل الياماسيوقبائل المسكوكي مدينة سانت أوغسطين ودمروها، لكنهم لم يتمكنوا من السيطرة على الحصن. في عام 1704 بدأ مور وجنوده في حرق البعثات الإسبانية في شمال فلوريدا وإعدام الهنود الموالين للإسبان. أنهيار نظام الأرساليات التبشيرية الإسباني وهزيمة الهنود الأبالاتشي المتحالفين مع (مذبحة أبالاتشي) فتح فلوريدا أمام حملات الرقيق، التي وصلت إلى فلوريدا كيز وأهلكت القسم الأعظم من السكان الأصليين. أسفرت حرب ياماسي (1715-1717)) في كارولينا عن هجرة العديد من اللاجئين الهنود، مثل قبيلة ياماسي جنوباً إلى فلوريدا. في عام 1719 استولى الفرنسيون على المستوطنة الإسبانية بينساكولا.

#### فلوريدا الإسبانية، ملاذاً للعبيد البريطانيين الهاربين
لم تكن الحدود بين المستعمرة البريطانية في جورجيا وفلوريدا الإسبانية محددة بشكل واضح على الإطلاق، وكانت موضوع نزاع متواصل ونقطة توتر في كلا الجانبين، حتى تم التخلي عنها من قبل إسبانيا للولايات المتحدة في عام 1821. شجعت فلوريدا الإسبانية على تقويض استقرار اقتصاد المزارع البريطاني القائم على الرقيق، وشجع على هرب العبيد ومنحهم الحرية والملجأ إذا تحولوا إلى الكاثوليكية. كان هذا معروفًا جيدًا من خلال الكلمات الشفهية في مستعمرات جورجيا وكارولينا الجنوبية حيث هرب منها مئات من العبيد. استقلوا أسفل قطارات السكك الحديدية خلسة متجهين نحو الجنوب، واستقروا في منطقة عازلة شمال سانت أوغسطين، عرفت باسم «غراسيا ريال دي سانتا تيريزا دي موسيه» وهي أول مستوطنة للسود الأحرار في أمريكا الشمالية.
هذا ما أغضب المستعمرين البريطانيين. فقام البريطانيون ومستعمراتهم بشن الحرب مرارًا وتكرارًا ضد الإسبان، خاصة في عام 1702 ومرة أخرى في عام 1740 عندما أبحرت قوة كبيرة بقيادة جيمس أوجلثورب جنوبًا من جورجيا وحاصرت سانت أوغسطين لكنهم لم يتمكنوا من الاستيلاء على كاستيلو دي سان ماركوس. رحب الأمريكيون الأصليون من قبائل «المسكوكي» و«السيمينول» الذين أقاموا مستوطنات معزولة في فلوريدا من الحكومة الإسبانية بالعديد من هؤلاء العبيد. في عام 1771 كتب الحاكم لإنجليزي «جون مولتري» إلى مجلس التجارة الإنجليزية «لقد اكتسب العبيد السود الخبرة الجيدة التي تمكنهم الهروب من أسيادهم، واللجوء إلى القرى الهندية، من حيث ثبت أنه من الصعب للغاية استعادتهم.» عندما ضغط مسؤولو الحكومة البريطانية على قبائل السيمينول لإعادة العبيد الهاربين، أجابوا بأنهم «أعطوا فقط الجائعين الطعام، ودعوا أصحاب العبيد للقبض على الهاربين بأنفسهم».

### الحكم البريطاني (1763-1783)

توسع أراضي مقاطعة غرب فلوريدا عام 1767.

في عام 1763 قامت أسبانيا بالاتفاق مع مملكة بريطانيا العظمى على مبادلة فلوريدا بهافانا، كوبا، والتي تم الاستيلاء عليها من قبل البريطانيين خلال حرب السنوات السبع. حيث كان ذلك جزءًا من توسع كبير للأراضي البريطانية بعد انتصار البلاد في حرب السنوات السبع. غادر فلوريدا جميع السكان الإسبان تقريبًا، وأخذوا معهم معظم السكان الأصليين الباقين إلى كوبا. قام البريطانيون بتقسيم الإقليم إلى شرق فلوريدا وغرب فلوريدا. وسرعان ما شيد البريطانيون طريق الملك الذي يربط سانت أوغسطين بولاية جورجيا ويعبر نهر سانت جونز عند نقطة ضيقة، أطلق عليه السيمينول «واكا بلتاكا» بينما سماه البريطانيين "Cow Ford"، وكلا الاسمين يشير إلى الماشية التي تم جلبها عبر ذلك النهر. قدمت الحكومة البريطانية للأراضي منحاً للضباط والجنود الذين قاتلوا في الحرب الفرنسية والهندية من أجل تشجيع الاستيطان. ومن أجل حث المستوطنين على الانتقال إلى مستعمرتين جديدتين تم نشر تقارير عن الثروة الطبيعية لفلوريدا في إنجلترا. انتقل عدد كبير من المستعمرين البريطانيين الذين كانوا «فعالين ومن شخصيات معروفة» إلى فلوريدا، معظمهم من ساوث كارولينا وجورجيا وإنجلترا بالإضافة إلى مجموعة من المستوطنين الذين قدموا من مستعمرة برمودا. وتأسس بذلك أول تجمع للسكان الناطقين باللغة الإنجليزية في ما يعرف حالياً بمقاطعة دوفال ومقاطعة بيكر ومقاطعة سانت جونز ومقاطعة ناسو. قام البريطانيون ببناء طرق عامة جيدة وزراعة قصب السكر والنيلي والفواكه وكذلك تصدير الخشب. نتيجة لهذه المبادرات ازدهر شمال شرق فلوريدا اقتصاديًا بطريقة لم يسبق لها مثيل في ظل الحكم الأسباني. علاوة على ذلك تم توجيه الحكام البريطانيين لدعوة الجمعيات العامة في أقرب وقت ممكن من أجل سن القوانين اللازمة لفلوريدا وإنشاء المحاكم. وكان ذلك اللبنة الأولى في بناء النظام القانوني المستمد من القوانين الإنجليزية والتي لا زالت تطبق فلوريدا بما في ذلك المحاكمة من قبل هيئة المحلفين والمثول أمام المحكمة وحكومة المقاطعة.
قام مستوطن اسكتلندي يدعى الدكتور أندرو تيرنبول بجلب حوالي 1500 مستوطن من مينوركا، مايوركا، إيبيزا، سميرنا، كريت، شبه جزيرة ماني، وصقلية، للقيام بأعمال السخرة في زراعة القنب، قصب السكر، النيلي، وإنتاج مشروب الرم الكحولي. استقروا في نيو سميرنا، لكن في غضون أشهر تكبدت المستعمرة خسائر كبيرة بسبب الأمراض التي تنقلها الحشرات والغارات التي يقوم بها القبائل الأمريكية الأصلية. معظم المحاصيل لم تنجح زراعتها في تربة فلوريدا الرملية. وحتى التي نجحت بزراعتها نادرا ما تعادل جودة المحاصيل التي يتم انتاجها في المستعمرات الأخرى. أرهقت المستعمرة بسبب نظام العبودية وحكم تيرنبول. وفي مناسبات عديدة استخدم العبيد الأفارقة لجلد المستوطنين الجامحين. انهارت المستوطنة وهرب الناجون بأمان إلى السلطات البريطانية في سانت أوغسطين. لا يزال أحفادهم على قيد الحياة حتى يومنا هذا، وكذلك اسم نيو سميرنا.
في عام 1767، نقل البريطانيون الحدود الشمالية لغرب فلوريدا إلى خط يمتد من مصب نهر يازو شرقًا إلى نهر تشاتاهوتشي (32 درجة 28 درجة شمالًا)، وتضم الثلث السفلي تقريبًا من الولايات الحالية في ميسيسيبي وولاية ألاباما. وفي ذلك الوقت هاجر هنود المسكوكي إلى فلوريدا وشكلوا قبيلة سيمينول.

#### فلوريدا في حرب الاستقلال
عندما أعلن ممثلو ثلاثة عشر مستعمرة أمريكية الاستقلال عن بريطانيا العظمى عام 1776، رفض العديد من الفلوريديين هذا الإجراء. وكان شرق وغرب فلوريدا يضم سكانها نسبة كبيرة من الأفراد العسكريين البريطانيين وعائلاتهم. كان هناك القليل من التجارة داخل أو خارج المستعمرات، لذلك لم تتأثر إلى حد كبير بأزمة قانون الطوابع في عام 1765 والسياسات اللاحقة التي دفعت المستعمرات البريطانية الأخرى الوقوف معاً في مصلحة مشتركة ضد تهديد مشترك. وهكذا كان غالبية سكان فلوريدا من الموالين للحكومة البريطانية فرفضت مستعمرات شرق وغرب فلوريدا إرسال ممثلين إلى أي من جلسات المؤتمر القاري.
خلال حرب الاستقلال الأمريكية، ساعد بعض المستوطنين الفلوريديين بالفعل في شن غارات على الولايات المجاورة. حاولت القوات القارية غزو شرق فلوريدا في وقت مبكر من النزاع، لكنها هزمت في 17 مايو 1777 في معركة توماس كريك في مقاطعة ناسو عندما استسلم العقيد الأمريكي جون بيكر للبريطانيين. ومن ثم حصل توغل أمريكي آخر في نفس المنطقة عند معركة جسر التمساح في 30 يونيو 1778.
ظلت فلوريدا موالية لبريطانيا العظمى طوال الحرب. ومع ذلك فإن إسبانيا التي شاركت بشكل غير مباشر في الحرب كحليف لفرنسا، استولت على بينساكولا من البريطانيين في عام 1781. وفي عام 1783 أنهت معاهدة باريس الحرب الثورية وأعادت كل ولاية فلوريدا إلى السيطرة الإسبانية ولكن دون ترسيم الحدود. طالب الأسبان بحدود أكبر، في حين طالبت الولايات المتحدة الجديدة بالحدود القديمة الموازية لخط عرض 31° شمال. لكن إسبانيا عادت عام 1795 واعترفت بخط عرض 31° كحدود رسمية من خلال معاهدة سان لورينزو.

### الحكم الإسباني الثاني (1783-1821)
تضمن الوجود الإسباني عددًا قليلاً من المسؤولين والجنود، لكن ليس هناك مستوطنين جدد، وغادر معظم السكان البريطانيين. وأصبحت المنطقة غير الخاضعة للحراسة ملاذاً للعبيد الهاربين وقاعدة للهجمات الهندية ضد الولايات المتحدة. طالبت الولايات المتحدة أسبانيا بتصحيح هذا الموقف. وردت أسبانيا بأن أصحاب العبيد مرحب بهم لاستعادة عبيدهم الهاربين بأنفسهم.
بدأ الأمريكيون منحدرون من أصول إنكليزية ومن أصول اسكتلندية أيرلندية ينتقلون إلى شمال فلوريدا من الغابات الخلفية لجورجيا وكارولينا الجنوبية. على الرغم من أن السلطات الإسبانية لم تسمح من الناحية الفنية، إلا أن الأسبان لم يتمكنوا مطلقًا من مراقبة المنطقة الحدودية بفعالية، وواصل مستوطنو الغابات من الولايات المتحدة الهجرة إلى فلوريدا دون مراقبة تذكر. اختلط هؤلاء المهاجرون مع المستوطنين البريطانيين الذين بقوا في فلوريدا منذ الحقبة البريطانية، والذين يعتبرون أجداد السكان المعروفين حالياً باسم فلوريدا كراكرز.

## عصر الاستقلال (1810-1821)

### غرب فلوريدا: ولاية غرب فلوريدا (1810)

علم جمهورية غرب فلوريدا في 1810

أقام هؤلاء المستوطنون الأمريكيون موطئ قدم دائم في المنطقة وتجاهلوا المسؤولين الإسبان. واندمجوا مع المستوطنون البريطانيون الذين ظلوا مستائين أيضًا من الحكم الأسباني، مما أدى إلى اندلاع تمرد في عام 1810 وإنشاء ما يسمى بجمهورية غرب فلوريدا الحرة والمستقلة لمدة تسعين يومًا في 23 سبتمبر. بعد اجتماعات بدأت في يونيو، تغلب المتمردون على الحامية الإسبانية في باتون روج (في لويزيانا حالياً)، ورفعوا علم الجمهورية الجديدة: نجم أبيض واحد على حقل أزرق. أصبح هذا العلم فيما بعد يعرف باسم «بوني بلو».
في عام 1810، تم ضم أجزاء من غرب فلوريدا بإعلان الرئيس جيمس ماديسون، الذي ادعى أن المنطقة جزء من عملية صفقة لويزيانا. تم دمج هذه الأجزاء في «إقليم أورليانز» الذي تم تشكيله حديثًا. قامت الولايات المتحدة بضم منطقة غرب فلوريدا إلى إقليم المسيسيبي في عام 1812. واصلت إسبانيا نزاعها على المنطقة، رغم أن الولايات المتحدة زادت تدريجياً في المساحة التي احتلتها.

### شرق فلوريدا: جمهورية شرق فلوريدا (1812)

علم الوطنيين في شرق فلوريدا

كانت جمهورية شرق فلوريدا، والمعروفة أيضًا باسم جمهورية فلوريدا أو إقليم شرق فلوريدا، جمهورية مفترضة أعلنها المتمردون ضد الحكم الإسباني لشرق فلوريدا، ومعظمهم من جورجيا. تم اختيار جون هوستون ماكينتوش «مديرا» للمستوطنين الذين أختاروه في مارس من عام 1812 وأطلقو على أنفسهم اسم «الوطنيين».
كان هنود السيمينول المتمركزون في شرق فلوريدا يهاجمون مستوطنات جورجيا، وكان العبيد الأمريكيون الهاربون حلفاءاً لهم؛ حيث كان نيغرو فورت وهو حصن بريطاني مهجور في أقصى غرب الإقليم يديره كل من الهنود والسود. وهذا مما جعل جيش الولايات المتحدة يقوم بعمليات توغل متكررة داخل الأراضي الخاضعة للسيطرة الإسبانية، بما في ذلك حملة 1817-1818 ضد هنود سيمينول التي قام بها أندرو جاكسون والتي أصبحت معروفة لاحقًا باسم حرب سيمينول الأولى. وذلك ما أدى ان تكون الولايات المتحدة تسيطر بشكل فعلي على شرق فلوريدا. تلك السيطرة التي أدعى وزير الخارجية الأمريكي جون كوينسي آدمز بأنها ضرورية، لأن فلوريدا أصبحت مكاناً مفتوحاً ونقطة ازعاج للولايات المتحدة. أصبحت فلوريدا عبئًا على إسبانيا التي لم تستطع إرسال مستوطنين أو حاميات جدد. لذلك قررت مدريد أن تتنازل عن الأراضي للولايات المتحدة من خلال معاهدة آدمز-أونيس التي دخلت حيز التنفيذ في عام 1821.

## السيادة الأمريكية

### إقليم فلوريدا (1822-1845)

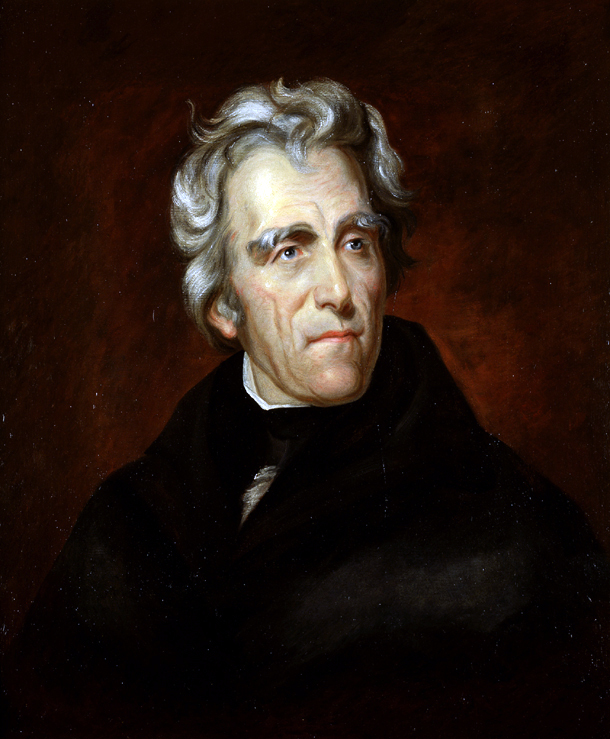
أندرو جاكسون أول حاكم عسكري لفلوريدا

أصبحت فلوريدا إقليمًا تابعاً للولايات المتحدة في 30 مارس 1822. واندمج الأمريكيون في شرق فلوريدا وغرب فلوريدا في أقليم واحد (على الرغم من أن غالبية غرب فلوريدا تم ضمها إلى إقليم أورليانز وإقليم مسيسيبي)، وتم أنشاء عاصمة جديدة في تالاهاسي التي تقع في منتصف الطريق بين عاصمة ولاية شرق فلوريدا «سانت أوغسطين» وعاصمة غرب فلوريدا «بينساكولا». وضمت مقاطعتي سانت جونز مقاطعة إسكمبيا إلى حدود غرب وشرق فلوريدا.
فر كل من السود الأحرار والعبيد الهنود الذين كانو يعيشون بالقرب من سانت أوغسطين إلى هافانا في كوبا لتجنب التعرض للسيطرة الأمريكية. تخلت بعض السيمينول أيضًا عن مستوطناتها وانتقلت إلى الجنوب. وهرب مئات من السيمينول السود والعبيد الهاربين في أوائل القرن التاسع عشر من كيب فلوريدا إلى جزر البهاما، حيث استقروا في جزيرة أندروس.

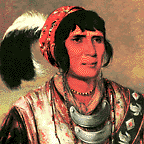
(أوسيولا) زعيم قبائل السيمينول في الحرب.
.

مع زيادة الاستيطان، ازداد الضغط على حكومة الولايات المتحدة لإزاحة الهنود من أراضيهم في فلوريدا. قام العديد من المستوطنين في فلوريدا بتطوير الزراعة، على غرار المناطق الأخرى في أقصى الجنوب. وكان ما يزعج ملاك الأراضي الجدد قيام السيمينول بإيواء العبيد السود الهاربين، وتزايدت المصادمات بين البيض والهنود مع تدفق المستوطنين الجدد.
في عام 1832 وقعت حكومة الولايات المتحدة على معاهدة مع بعض رؤساء سيمينول وعدهم من خلالها بالنزول غرب نهر المسيسيبي إذا وافقوا على مغادرة فلوريدا طوعًا. غادر العديد من السيمينول في ذلك الوقت، في حين تبقى البعض منهم وكانوا على استعداد للدفاع عن أرضهم. ضغط المستوطنون البيض على الحكومة لإزاحة جميع الهنود بالقوة إذا لزم الأمر، وفي عام 1835، وصل الجيش الأمريكي من أجل فرض المعاهدة.
بدأت حرب السيمينول الثانية بنهاية عام 1835 مع مذبحة ديد، عندما نصب السيمينول كمينا لقوات الجيش الأمريكي عند قدومهم من فورت بروك (تامبا) لتعزيز قواتهم في فورت كينغ (أوكالا). قتلوا أو جرحوا فيه جميع الجنود باستثناء واحد من بين 110 جندي. ما بين 900 و1500 من محاربي سيمينول استخدموا بشكل فعال تكتيكات حرب العصابات ضد قوات جيش الولايات المتحدة لمدة سبع سنوات. جاء أوسيولا وهو قائد حرب شاب ذو شخصية جذابة كرمز للمحاربين السيمينول بعد أن قبض عليه العميد جوزيف ماريون هرنانديز أثناء التفاوض لغرض الهدنة وهو رافعاً للراية البيضاء في أكتوبر 1837 بأمر من الجنرال توماس جيسوب. وتوفي بسبب الملاريا في فورت مولتري في ساوث كارولينا بعد أقل من ثلاثة أشهر من القبض عليه. انتهت الحرب في عام 1842. ويقدر أن الحكومة الأمريكية أنفقت ما بين 20 مليون دولار (مايعادل 52 مليون دولار في 2018) و40 مليون دولار (104 مليون دولار في 2018) على الحرب في ذلك الوقت والذي يعتبر مبلغاً كبيراً في ذلك الوقت. وقد تم نفي جميع السيمينول تقريبًا إلى أراضي شعب المسكوكي غرب المسيسيبي وتبقى عدة مئات منهم في إيفرجلادز.

### ولاية فلوريدا (1845)
.

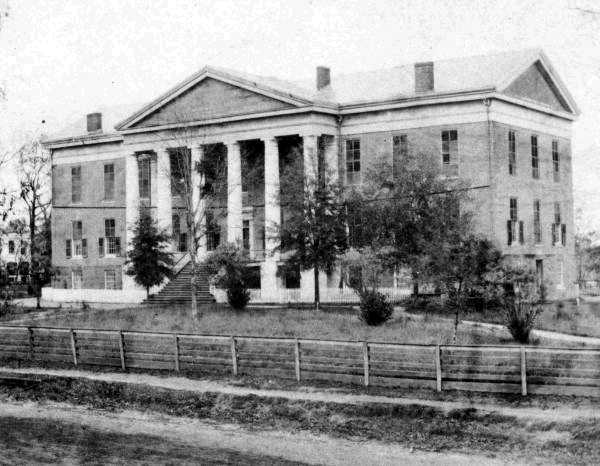
مبنى الكابيتول المبني من الطوب عام 1845.

في 3 مارس 1845 أصبحت فلوريدا الولاية السابعة والعشرين للولايات المتحدة الأمريكية. وكان أول حاكم لها هو وليام دون موزلي.
كان ما يقرب من نصف سكان الولاية من العبيد الأميركيين الأفارقة الذين يعملون في مزارع القطن والسكر الكبيرة، بين نهري أبالاشيكولا وسواني في الجزء الشمالي الأوسط من الولاية. جاء معظم العبيد مع ملاكهم من المناطق الساحلية في جورجيا وكارولينا. كانوا جزءًا من ثقافة غولاه- جي تشي في «لو كاونتي». والعبيد الآخرون كانوا من العبيد أمريكيين الأفارقة الذين جاء بهم التجار من الشمال إلى أقصى الجنوب.
في الخمسينيات من القرن التاسع عشر مع نقل ملكية الأراضي الفيدرالية إلى الولاية بما في ذلك أرض سيمينول، قررت الحكومة الفيدرالية إقناع السيمينول الباقين بالهجرة. وقام الجيش بإعادة تنشيط فورت هارفي ووتغيير تسميتها إلى فورت مايرز. أدت دوريات الجيش المتزايدة إلى أعمال قتالية، وفي النهاية هجم السيمينول على فورت مايرز وأسفر هجومهم عن مقتل جنديين أمريكيين. استمرت حرب سيمينول الثالثة من عام 1855 إلى عام 1858 والتي انتهت بمقتل معظم رجال السيمينول، وانتقال النساء والأطفال إلى الأراضي الهندية. في عام 1859 استسلم 75 مقاتلاً من السيمينول وأرسلوا إلى الغرب، لكن عدد قليل جداً ظل يعيش في إيفرجليدز.
عند انلاع الحرب الأهلية، كانت فلوريدا أقل الولايات الجنوبية من حيث عدد السكان. وكان اغلب الاستثمارات فيها في مجال الزراعة، والتي كانت تعتمد على عمل الأميركيين الأفارقة المستعبدين. بحلول عام 1860 كان في فلوريدا 140.424 شخصًا ، 44٪ منهم كانوا العبيد، وأقل من 1000 شخص من السود الأحرار.

### الحرب الأهلية، إعادة الإعمار، وجيم كرو
بعد انتخاب أبراهام لنكولن في عام 1860، انضمت فلوريدا إلى الولايات الجنوبية الأخرى في الانفصال عن الاتحاد. حيث حدث الانفصال في 10 يناير 1861 بعد أقل من شهر حيث أعلنت فلوريدا كجمهورية مستقلة، أصبحت فلوريدا واحدة من الأعضاء المؤسسين للولايات الكونفدرالية الأمريكية. خلال الحرب الأهلية، كانت فلوريدا طريق إمداد مهم للجيش الكونفدرالي. لذلك شنت قوات الاتحاد حصاراً بحرياً حول الولاية بأكملها، واحتلت قوات الاتحاد موانئ رئيسية مثل سيدار كي وجاكسونفيل وكي ويست وبنساكولا. على الرغم من وقوع العديد من المناوشات في فلوريدا، بما في ذلك معركة الجسر الطبيعي ومعركة ماريانا ومعركة جينزفيل، فإن المعركة الرئيسية الوحيدة كانت معركة أولويستي بالقرب من ليك سيتي.
أثناء عصر إعادة الإعمار الذي أعقب الحرب الأهلية، تولى الجمهوريون المعتدلون مسؤولية الدولة، لكنهم أصبحوا منقسمين إلى حد كبير وفقدوا الدعم الشعبي. كانت فلوريدا منطقة هامشية جذبت القليل من الاهتمام الخارجي. وكانت الولاية مكتظة بالسكان، وكان فيها عدد قليل نسبيًا من العبيد المحررين، ولم تلعب أي دور كبير في الحرب ولم تشهد عنفًا كبيرًا، وأصبحت بشكل متزايد ملاذًا للشماليين الباحثين عن أشعة الشمس.
إنزلق النظام السياسي في الولاية بالتعقيدات والصراع الداخلي وصاغ دستورًا محافظًا. وأدت المنافسة الطويلة بين الليبراليين والراديكاليين داخل الحزب الجمهوري إلى عزل الكثير من الناخبين حتى استولى الديمقراطيون على السلطة. فقاموا بتزوير الانتخابات، وحرموا الناخبين السود من حق التصويت، وجعلوا الولاية جزءاً لا يتجزأ من «الجنوب الصلب».
عقد مؤتمر الولاية في عام 1868 لإعادة كتابة الدستور. بعد تلبية متطلبات الكونغرس، بما في ذلك التصديق على التعديلين 13 و14 على دستور الولايات المتحدة، تم قبول فلوريدا في الاتحاد في 25 يونيو ، 1868. لكن ذلك لم ينه الصراع على السلطة بين الجماعات المتصارعة في الولاية. اعترض البيض الجنوبيون على المشاركة السياسية للمحررين السود واشتكوا من الممثلين الأميين في الهيئة التشريعية للولاية. حيث من بين الأعضاء الستة الذين لا يتمكنون من القراءة أو الكتابة خلال سبع سنوات من حكم الجمهوريين، أربعة منهم كانوا من البيض.
بعد أن غادرت القوات الفيدرالية الجنوب في عام 1877، مارس الديمقراطيون البيض المحافظون سياسة قمع الناخبين وتخويفهم، واستعادوا السيطرة على المجلس التشريعي للولاية. تم تحقيق ذلك جزئيًا من خلال أعمال عنف قامت بها مجموعات شبه عسكرية بيضاء استهدفت الأحرار وحلفائهم لثنيهم عن التصويت.
من عام 1885 إلى عام 1889 وبعد استعادة السلطة، أصدر المجلس التشريعي للولاية الذي يهيمن عليه البيض تشريعات لفرض ضريبة الرأس وغيرها من الحواجز أمام تسجيل الناخبين والتصويت، من أجل حرمان السود والبيض الفقراء حق التصويت. فهددت هاتان المجموعتان القوة الديمقراطية البيضاء بتحالف شعبي. مع إزالة هذه المجموعات من قوائم الناخبين أسس الديمقراطيون البيض السلطة في الولاية على غرار الحزب الواحد، كما حدث في جميع أنحاء الجنوب.
في هذه الفترة ارتفع عنف البيض ضد السود لا سيما عمليات القتل التي بلغت ذروتها في نهاية القرن.
دمر التجمد الكبير الذي حصل في الفترة بين عام 1894-1895 محاصيل الحمضيات بالكامل، وكان لذلك الأثر الكبير على اقتصاد وسط فلوريدا على وجه الخصوص.
بحلول عام 1900 بلغ عدد الأميركيين الأفارقة في الولاية أكثر من 200.000 شخص، أي ما يقرب من 44 في المئة من مجموع السكان. وهذه النسبة هي نفس النسبة التي كانت عليها قبل الحرب الأهلية، وكانوا محرومين فعلياً من حقوقهم. وكان عدم القدرة على التصويت يعني أنهم لم يتمكنوا من المشاركة في هيئات المحلفين، ولم يتم انتخابهم لمناصب محلية أو مكاتب الولاية أو المناصب الفدرالية. كما لم يتم تجنيدهم لفرض تطبيق القانون أو المناصب حكومية أخرى. بعد انتهاء إعادة الإعمار، أقر المجلس التشريعي في فلوريدا قوانين جيم كرو التي تنص على الفصل العنصري في المرافق العامة ووسائط النقل. حيث تم الفصل العنصري في عربات السكك الحديدية أو أقسام من تلك العربات مخصصة قسم للبيض وأخرى للسود ابتداء من عام 1887. وتم إنشاء غرف انتظار منفصلة في محطات السكك الحديدية ابتداء من عام 1909.
وبدون وجود التمثيل السياسي وجد الأمريكيون من أصل أفريقي أن منشآتهم كانت تعاني من نقص التمويل وتم دفعهم إلى فئات الدرجة الثانية. لأكثر من ستة عقود، كان الديمقراطيون البيض يسيطرون فعليًا على جميع مقاعد الولاية في الكونغرس، والتي تم تقسيمها على أساس إجمالي عدد سكان ولاية بدلاً من عدد السكان البيض الذين هم فقط من يحق لهم التصويت.

## منذ عام 1900
في عام 1900 كانت فلوريدا منطقة زراعية وحدودية إلى حد كبير. معظم الفلوريديين عاشوا على بعد 50 ميلاً من حدود جورجيا. أزداد عدد السكان من 529000 في عام 1900 إلى 18.3 مليون في عام 2009. بدأ الانفجار السكاني بعد عام 1920 كما أصبحت فلوريدا وجهة لقضاء العطلات والمصطافين وجنة الأرض الجنوبية. هاجر الناس من جميع أنحاء جنوب شرق البلاد إلى ولاية فلوريدا خلال هذا تلك الفترة، وهذا ما أحدث ثقافة جنوبية أكبر في الجزء الأوسط من الولاية، وأوسع الثقافة الموجودة في المنطقة الشمالية.
بحلول عام 1920 كان لدى فلوريدا أعلى معدلات جرائم القتل الفردية، على الرغم من أن المجموع الكلي قد انخفض. استمر عنف البيض ضد السود في فترة إلى ما بعد الحرب العالمية الثانية، وكانت هناك أعمال عنف وأعمال شغب في عدة بلدات صغيرة في أوائل العشرينات. كان في فلوريدا حالة إعدام وحيدة المسجلة في أكتوبر / تشرين الأول من عام 1945، بعد نهاية الحرب، عندما قُتل رجل أسود بعد اتهامه زوراً بالاعتداء على فتاة.
في العشرينات من القرن الماضي، استثمر العديد من المطورين في الأراضي في مناطق التي تقع في الجزء الجنوبي من الولاية مثل ميامي، وجذب بالم بيتش المزيد من الناس في الولايات الجنوبية. خلال فترة الكساد الكبير عام 1929 انخفضت أسعار المنازل، وتأثرت ولاية فلوريدا، إلى جانب العديد من الولايات الأخرى التي تضررت بشدة من الكساد ذلك، الا انها ظلت صامدة بفضل أموال الإغاثة الفيدرالية تحت إدارة فرانكلين روزفلت.
لم يتعافى اقتصاد ولاية فلوريدا تمامًا حتى اشتدت الحرب العالمية الثانية. وتحسن المناخ، وانخفاض تكاليف المعيشة، مما جعل الولاية ملاذاً آمناً. في ختام الحرب العالمية عام 1945، هاجر الكثير من الناس من الشمال الشرقي للولايات المتحدة ونطاق الصدأ إلى الأجزاء الوسطى والجنوبية من ولاية فلوريدا. منذ عام 1945 أدت الهجرة من الشمال الشرقي والغرب الأوسط إلى أن تصبح نسبة الوافدين حوالي 63 ٪ من من عدد السكان. في العقود الأخيرة جاء المزيد من المهاجرين لإشغال الوظائف في الاقتصاد النامي.

### العلاقات بين الأعراق
بعد الحرب العالمية الأولى، كان هناك ارتفاع في عمليات القتل والعنف العنصري الأخرى التي وجهها السكان البيض ضد السود في الولاية، والذي أنتشر في جميع أنحاء الجنوب الأمريكي وفي المدن الكبرى مثل شيكاغو وواشنطن. وكان ذلك يرجع جزئياً إلى توترات التي حصلت بسبب التغيرات الاجتماعية والاقتصادية السريعة، فضلاً عن التنافس على الوظائف، والاستياء المستمر الناتج عن إعادة الإعمار بعد الحرب الأهلية، فضلاً عن التوترات بين السكان السود والبيض الناشئة بسبب عودة المحاربين السود القدامى.
واصل البيض اللجوء إلى عمليات الإقصاء للحفاظ على الهيمنة، مما أدى إلى توترات كبيرة. وقادت فلوريدا الجنوب والأمة الأمريكية في عمليات قتل ممنهج للأفراد السود من 1900-1930. حيث ارتكب الغوغاء البيض مذابح مصحوبة بتدمير شامل للبيوت السوداء والكنائس والمدارس في المجتمعات الصغيرة، مثل أوكوي في نوفمبر 1920 ؛ بيري في ديسمبر 1922 ؛ وروزوود في يناير 1923. عيّن حاكم ولاية فلوريدا هيئة محلفين كبرى خاصة ومحامي ادعاء خاص للتحقيق في أحداث مقاطعة روزوود ومقاطعة ليفي، لكن هيئة المحلفين لم تجد الأدلة الكافية لمحاكمت المتورطين في الجريمة.
هربًا من التمييز العنصري والقتل وقمع الحقوق المدنية هاجر 40,000 أمريكي من أصل أفريقي من فلوريدا إلى المدن الشمالية في ما يعرف بالهجرة العظمى التي حدثت بين أعوام 1910-1940. كان ذلك يمثل خمس سكانها في عام 1900. سعياً إلى حياة أفضل، بما في ذلك وظائف بأجر لائق، وتعليم أفضل لأطفالهم، وفرصة للتصويت والمشاركة في الحياة السياسية. وتم جذب الكثير منهم للحصول على وظائف في السكك الحديدية في ولاية بنسلفانيا.

### طفرت ما بعد 1920
عند تتبع تاريخ ولاية فلوريدا نرى أن سكان أمريكا الأصليين قد استوطنوا شبه الجزيرة منذ ما يقارب 14000 عام. تركوا خلفهم الكثير من التحف والأدلة الأثرية. أما تاريخ فلوريدا المكتوب فيبدأ بوصول الأوروبيين إلى القارة؛ حيث قام المستكشف الإسباني خوان بونثي دي ليون عام 1513 بعمل السجلات النصية الأولى. تلقت الولاية اسمها من هذا الفاتح الإسباني، وصل إلى فلوريدا يوم عيد الفصح في 27 مارس وشاهد غطائها النباتي الكثيف فوضع ملكها رسمياً ضمن أملاك التاج، واطلق عليها شبه جزيرة «باسكوا فلوريدا» وتعني (مهرجان الزهور) بسبب المناظر الطبيعية الخضراء وقد أطلق عليه الأسبان هذا الاسم.
كانت هذه المنطقة أول منطقة في البر الرئيسي للولايات المتحدة يتم استيطانها من قبل الأوروبيين. وبذلك فإن عام 1513 يمثل بداية التخوم الأمريكية. منذ ذلك الوقت شهدت فلوريدا العديد من موجات الاستعمار والهجرة، بما في ذلك الاستيطان الفرنسي والإسباني خلال القرن السادس عشر، بالإضافة إلى دخول مجموعات جديدة من الأمريكيين الأصليين المهاجرين من أماكن أخرى في الجنوب، بالإضافة إلى الأحرار السود والعبيد الهاربين الذين تحالفوا في القرن 19 مع الأمريكيين الأصليين كالسيمينول السود. كانت فلوريدا تحت الحكم الاستعماري من قبل إسبانيا وفرنسا وبريطانيا العظمى خلال القرنين الثامن عشر والتاسع عشر قبل أن تصبح من أراضي الولايات المتحدة عام 1821. بعد عقدين من الزمن، وفي عام 1845 تم قبول فلوريدا في الاتحاد باعتبارها الولاية الأمريكية السابعة والعشرين. وشهد القرن التاسع عشر وصول مهاجرين جدد من أوروبا وأمريكا اللاتينية وأفريقيا وآسيا.
يطلق على ولاية فلوريدا اسم «ولاية صن شاين» بسبب مناخها الدافئ ونهارها المشمس، والتي اجتذبت المهاجرين الشماليين والمصطافين منذ عشرينات القرن الماضي. في عام 2011 تجاوزت فلوريدا أكثر من 19 مليون شخص، وأصبحت ثالث أكبر ولاية من حيث عدد السكان.
تطور اقتصاد فلوريدا بمرور الوقت، بدءاً باستغلال الموارد الطبيعية في قطع الأشجار والتعدين وصيد الأسماك والغوص الإسفنجية ؛ وكذلك تربية الماشية والزراعة وتنامي اشجار الحمضيات. واتباع سياسة ناجحة من قبل الشركات السياحية والعقارية والتجارية والمصرفية.

### حظر الكحول 1920-1933
حظي الحظر بشعبية في شمال فلوريدا، لكنه لقي معارضة في باقي الجنوب، الذي أصبح ملاذاً لحانات سبيكيزي ومهربي الكحول في عشرينيات القرن العشرين. خلال 1928-1932 تم تنظيم ائتلاف واسع من القضاة والمحامين والسياسيين والصحفيين وتجار المشروبات الروحية وأصحاب الفنادق وتجار التجزئة وبعض المواطنين العاديين لمحاولة إلغاء الحظر المفروض على الكحول. عندما شرعت الحكومة الفيدرالية بالسماح ببيع البيرة والنبيذ الخفيف في عام 1933، أطلق التحالف حملة ناجحة لإضفاء الشرعية على هذه المشروبات على مستوى الولاية.
انضم الفلوريديون لاحقًا إلى الحملة الوطنية لإلغاء التعديل الثامن عشر لدستور الولايات المتحدة، الذي جرى استبداله بتعديل آخر رقم 21 في ديسمبر 1933. وفي نوفمبر التالي ألغى الناخبون في الولاية الحظر الدستوري لولاية فلوريدا على المشروبات الكحولية ومنح الحكومات المحلية سلطة تقنين المشروبات الكحولية أو حظرها.

### الكساد الكبير
بدأ الكساد العظيم بانهيار سوق الأسهم عام 1929. بحلول ذلك الوقت كان الاقتصاد قد إنحدر بالفعل في معظم أنحاء فلوريدا من الانهيار الذي حدث قبل ثلاث سنوات من طفرة الأراضي. الصفقة الجديدة (1933–1940) غيرت وأعادت تشكيل المشهد المادي والبيئي لجنوب فلوريدا. تم بناء شبكات الصرف الصحي والطرق والمدارس بواسطة إدارة تقدم الأعمال (WPA). وكانت هناك معسكرات عمل للشباب في فيلق الخدمة المدنية.
من 1930 إلى 1935 اختار طلاب الجامعات مناطق فورت لودرديل ودايتونا بيتش وبنما سيتي بيتش كأماكن مناسبة لقضاء عطلة الربيع وإقامة الحفلات. وبسبب فيلم "Where the Boys Are" عام 1960 أزداد الحضور في فورت لودرديل إلى 50,000 سنوياً، حتى وصل هذا الرقم إلى 250.000 زائر في عام 1985، لكن مدينة فورت لودرديل بدأت في سن قوانين تقيد أنشطة الطلاب. ونتيجة لذلك انتقل الطلاب إلى دايتونا بيتش من 1980 إلى 1990. وقد انخفض الرقم في فورت لودرديل إلى 20,000، بينما زار 350,000 دايتونا بيتش. لكن دايتونا بيتش أصدرت قوانين تقيد الشرب دون السن القانونية. فتحول الطلاب إلى مدينة بنما بيتش حيث زارها 500.000 شخص في عام 2013.
شرعت فلوريدا لعب القمار عن طريق السماح بانشاء أول مؤسسة الرهان عام 1931. وبحلول عام 2014 كان هناك 30 مؤسسة من هذا النوع، توفر 200 مليون دولار من الضرائب والرسوم الحكومية.
قام الجيش والبحرية باستخدام الولاية كمنطقة التدريب الأساسي خلال الحرب العالمية الثانية. إذ اختارت البحرية الأمريكية المناطق الساحلية، أما الجيش فقد أختار المناطق الداخلية.
في عام 1940، كان عدد السكان حوالي 1.5 مليون. وكان متوسط الدخل السنوي 308 دولار (ما يعادل 5,508.15 دولار في 2018).

### الحرب العالمية الثانية وتطوير صناعة الفضاء

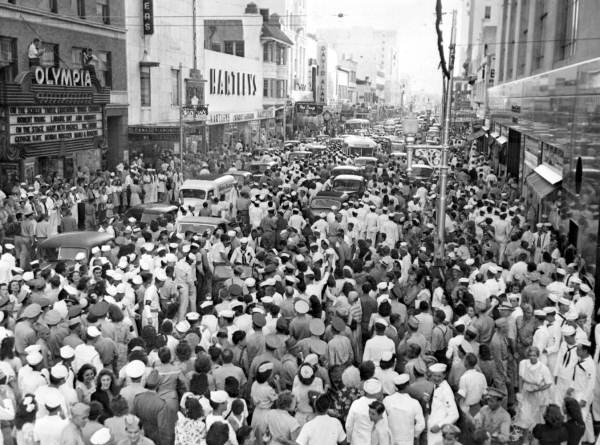
الجنود والحشود في وسط ميامي بعد 20 دقيقة من استسلام اليابان لإنهاء الحرب العالمية الثانية (1945)

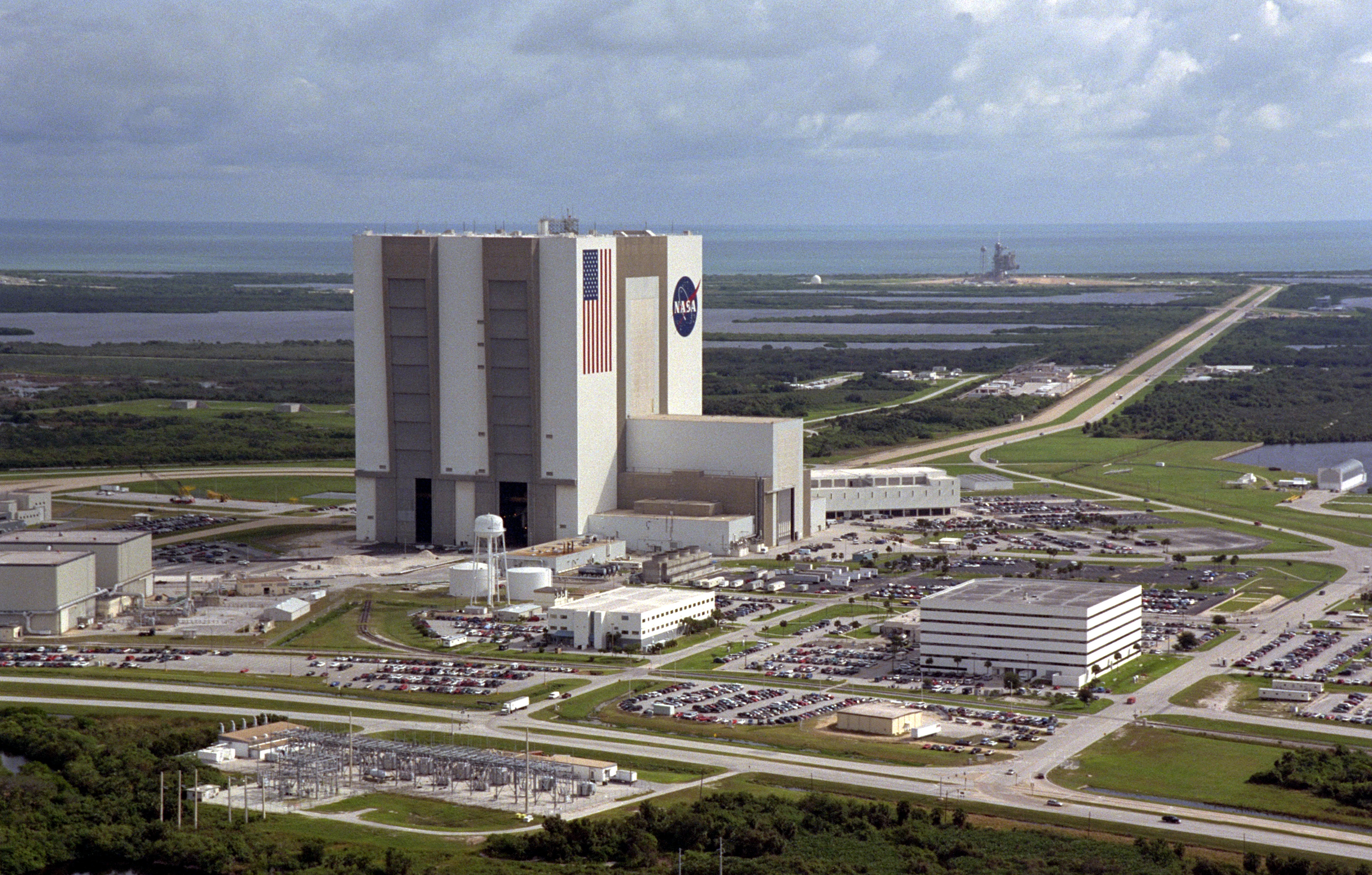
مركز كينيدي للفضاء.

في السنوات التي سبقت الحرب العالمية الثانية، غرقت 100 سفينة قبالة ساحل ولاية فلوريدا. وغرقت المزيد من السفن بعد دخول البلاد في الحرب.
خدم حوالي 248,000 فلوريدي في الحرب. حوالي 50.000 شخص منهم كانوا من الأمريكيين الأفارقة.
أصبحت الولاية مركزًا رئيسيًا للقوات المسلحة للولايات المتحدة. تم تأسيس القاعدة البحرية الجوية في بينيسكولا وكانت في الأصل كمحطة بحرية في عام 1826 وأصبحت أول منشأة لطيران البحرية أمريكية في عام 1917. وقد تم حشد جميع أنحاء البلاد من أجل الحرب العالمية الثانية وتم إنشاء العديد من القواعد الأخرى في مدن فلوريدا.
كما تم تطوير قاعدة إيجلين وقاعدة ماكديل للقوات الجوية (التي أصبحت الآن مقر القيادة المركزية الأمريكية) خلال هذا الوقت. وفي أثناء الحرب الباردة شجع قرب الساحل فلوريدا من كوبا على تطوير هذه المنشآت العسكرية وغيرها. وبعد نهاية الحرب الباردة أغلق الجيش بعض المنشآت، بما في ذلك القواعد الرئيسية في هومستيد وفي «مطار سيشل» لكن وجودها لا يزال مهمًا في الاقتصاد.
زاد عدد السكان بنسبة 46 ٪ خلال 1940s.
بسبب القرب النسبي لكيب كانفرال لخط الاستواء تم اختيارها عام 1949 كموقع اختبار لبرنامج الصواريخ الناشئة في البلاد. بدأت قاعدة باتريك للقوات الجوية، بدأ موقع إطلاق كيب كانفرال بالتشكل مع بداية الخمسينيات. وبحلول الستينيات كان سباق الفضاء على قدم وساق. مع توسيع البرامج وانضمام موظفين جدد حقق برنامج الفضاء طفرة هائلة في المجتمعات المحيطة بكيب كانفرال. وتُعرف هذه المنطقة الآن باسم ساحل الفضاء وتضم مركز كينيدي للفضاء. كما أنها تعد مركز رئيسي لصناعة الطيران. وتم إطلاق جميع رحلات الفضاء المدارية المأهولة التي أطلقتها الولايات المتحدة، بما في ذلك الرجال الوحيدون الذين زاروا القمر عن طريق مركز كينيدي للفضاء.

### الهجرات وحركة الحقوق المدنية
لقد تغير مزيج سكان فلوريدابعد الحرب العالمية الثانية، وشهدت ولاية فلوريدا تحولات كبيرة حيث شجع تطوير تكييف الهواء ونظام الطرق السريعة بين الولايات على الهجرة من قبل سكان الشمال والغرب الأوسط.

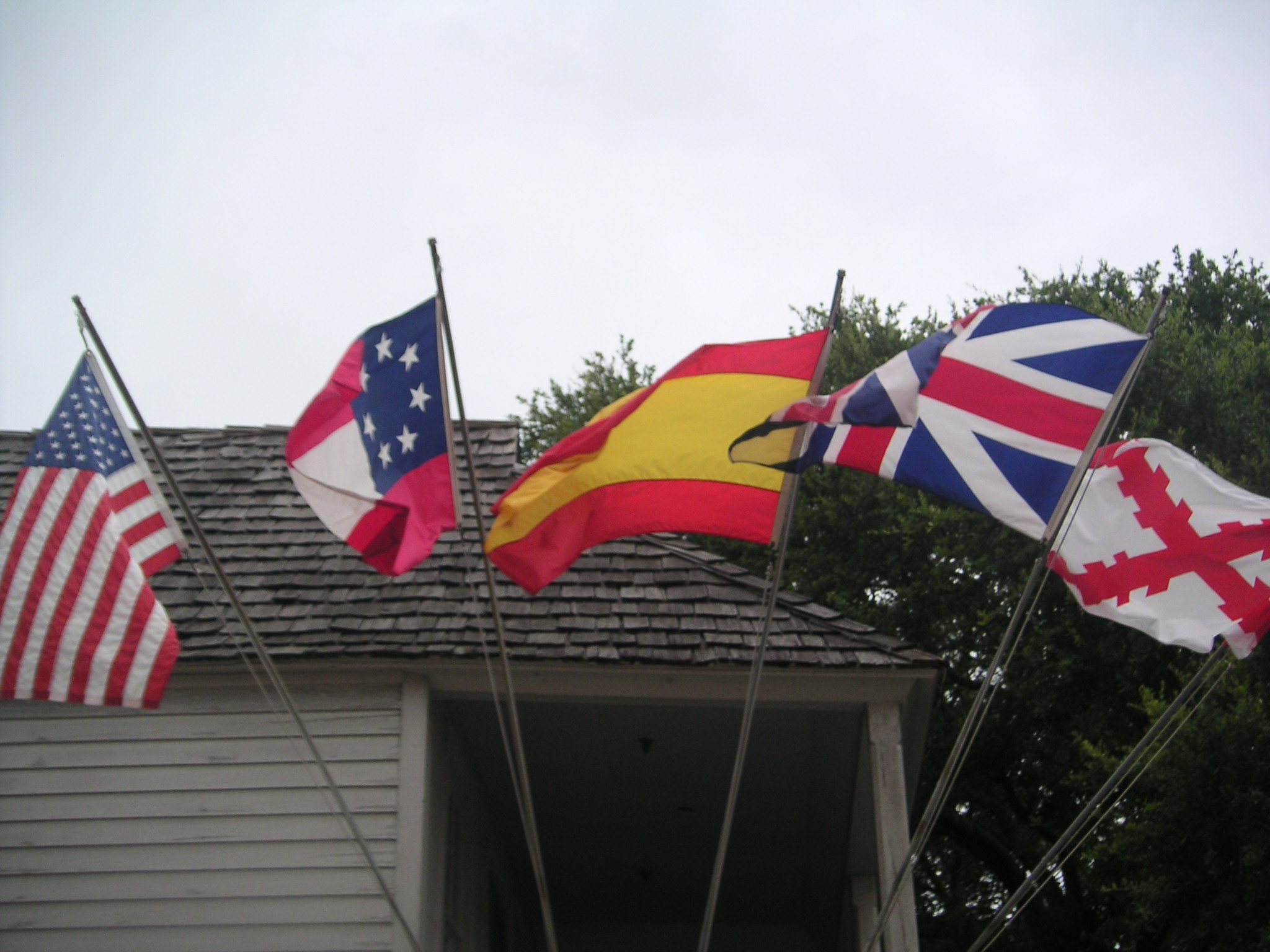
الأعلام الخمسة لولاية فلوريدا بما فيها العلم المتداول

قبل هذا التطور كانت مستنقعات الملح في فلوريدا قادرة على إنتاج أعداد كبيرة من البعوض. حيث كانت البعوضة لا تضع بيضها في الماء الراكد، مفضلة الرمل أو الطين بدلاً من ذلك. لكن نجح علماء الأحياء بالتحكم بذلك عن طريق «تقليل المصدر»، وهي عملية إزالة الرمال الرطبة التي يحتاجها البعوض للتكاثر. ولتحقيق هذا الهدف تم إهمال أجزاء كبيرة من المستنقعات الساحلية أو إزاحتها لإزالة الرمال الرطبة التي يحتاجها البعوض لوضع البيض عليها إلى جانب الضوابط الكيميائية، وحقق ذلك نجاحًا مؤهلًا.
في عام 1950، احتلت فلوريدا المرتبة العشرين بين الولايات في عدد السكان ؛ بعد مرور 50 عامًا احتلت المرتبة الرابعة، وبعدها بـ 14 عامًا احتلت المرتبة الثالثة. بسبب انخفاض معدلات الضرائب والمناخ الدافئ، أصبحت فلوريدا وجهة للعديد من المتقاعدين من الشمال الشرقي والغرب الأوسط وكندا.
أسفرت الثورة الكوبية عام 1959 عن موجة كبيرة من الهجرة الكوبية إلى جنوب فلوريدا، والتي حولت ميامي إلى مركز رئيسي للتجارة والتمويل والنقل في جميع أنحاء أمريكا اللاتينية. واستمرت الهجرة من هايتي ودول البحر الكاريبي الأخرى وأمريكا الوسطى والجنوبية حتى يومنا هذا.
مثل الولايات الأخرى في الجنوب، كان لفلوريدا العديد من القادة الأميركيين من أصول إفريقية الذين نشطوا في حركة الحقوق المدنية. في الأربعينات والخمسينات من القرن الماضي بدأ جيل جديد بالعمل على القضايا بتشجيع من قدامى المحاربين الذين قاتلوا خلال الحرب العالمية الثانية وأرادوا الحصول على المزيد من الحقوق المدنية. قام هاري تي مور بانشاء االجمعية الوطنية للنهوض بالملونين (NAACP) في ولاية فلوريدا، مما أدى إلى زيادة عدد أعضائه بسرعة إلى 10000 عضو. لأن قوانين الناخبين في فلوريدا لم تكن مقيدة مثل قوانين ولايات جورجيا وألاباما، فقد حقق بعض النجاح في تسجيل الناخبين السود. في الأربعينيات من القرن العشرين إزداد تسجيل الناخبين بين السود من 5 إلى 31 ٪ من هؤلاء المؤهلين للعمر.
لكن كان في الولاية مجموعات بيضاء التي قاومت التغيير، إلى حد مهاجمة وقتل السود. في ديسمبر 1951 قام البيض بتفجير منزل النشطاء هاري مور وزوجته هارييت، اللذين توفيا متأثرين بجراحهما جراء الانفجار. لم يتم الوصول إلى حل بجرائم القتل العنصرية في ذلك الوقت، وقد أفاد تحقيق حكومي في عام 2006 أنهم قتلوا على يد منظمة عنصرية تعرف بأسم كو كلوكس كلان. وتم القيام بالعديد من التفجيرات ضد الأميركيين الأفارقة في 1951-1952 في ولاية فلوريدا.
في فترة ما بعد الحرب المبكرة كان سكان الولاية قد تغيروا بشكل ملحوظ عن طريق هجرة مجموعات جديدة، وكذلك هجرة الأمريكيين من أصل أفريقي حيث كان 40.000 شخص منهم انتقل من الشمال في العقود السابقة من القرن العشرين أثناء الهجرة الكبرى. وبحلول عام 1960 زاد عدد الأميركيين الأفارقة في ولاية فلوريدا إلى 880,186، لكنه نسبتهم انخفضت بنسبة 18٪ من سكان الولاية. كانت هذه النسبة أقل بكثير مما كانت عليه في عام 1900، عندما أظهر الإحصاء أنهم يشكلون 44 ٪ من سكان الولاية بينما بلغ عددهم لا يتجاوز 231.209 شخص.

### جدل الانتخابات الرئاسية عام 2000

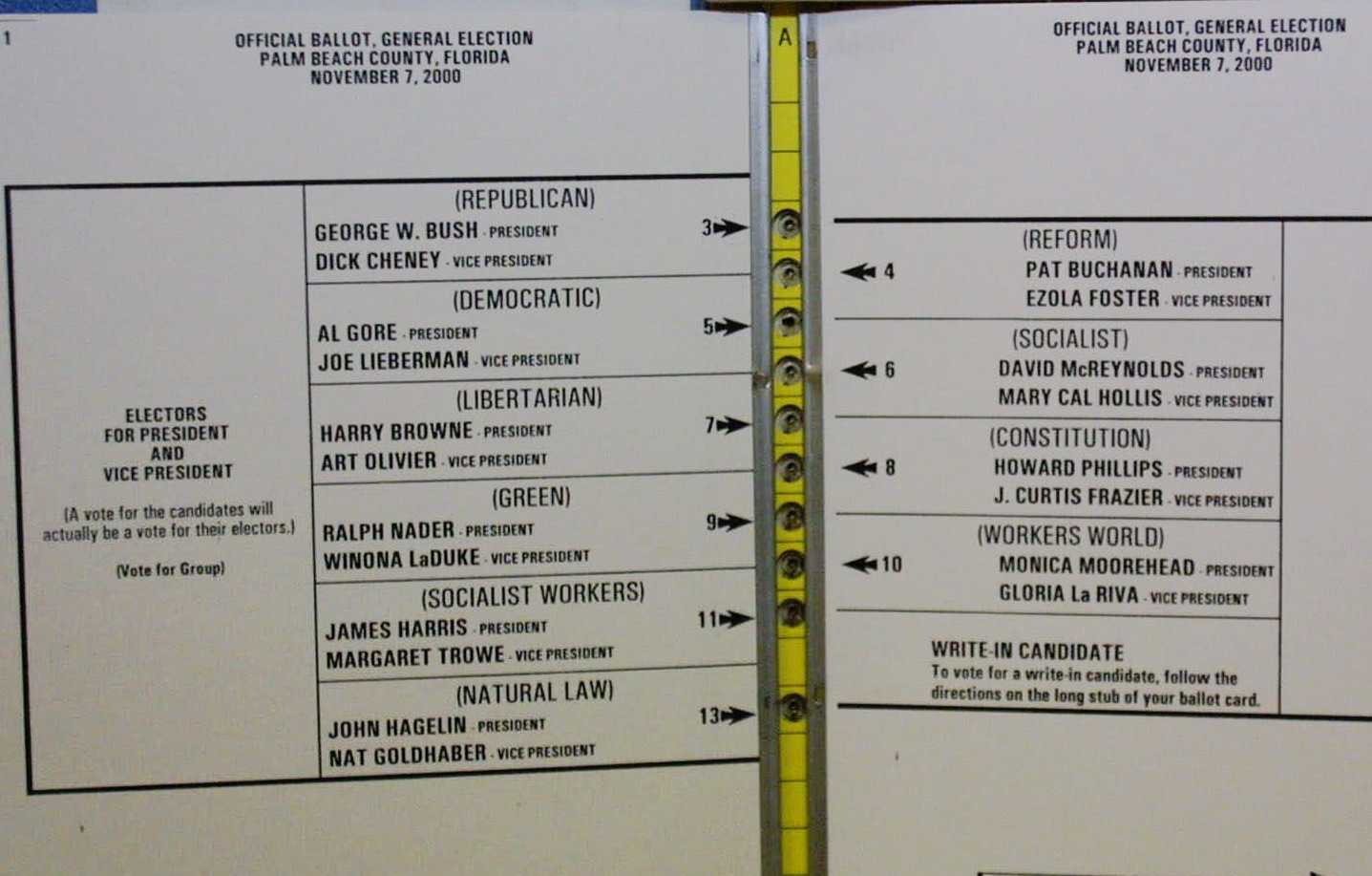
"ورقة اقتراع"

أصبحت فلوريدا ساحة معركة أثناء الانتخابات الرئاسية الأمريكية لسنة 2000 المثيرة للجدل والتي جرت في 7 نوفمبر من تلك السنة. وكان نسب أصوات الناخبين التي حصل عليها كل من جورج دبليو بوش وآل جور متقارباً للغاية، مما أدى إلى إعادة فرز الأصوات يدوياً. وقد أدت عمليات إعادة العد والفرز هذه إلى اتهامات بالتزوير والتلاعب، وألقت الضوء على مخالفات أثناء عملية التصويت في الولاية.
تدهورت جهود إعادة فرز الأصوات اللاحقة إلى جدال حول عمليات الاقتراع الخاطئة والقرارات المثيرة للجدل التي اتخذها حاكمة ولاية فلوريدا كاثرين هاريس والمحكمة العليا في فلوريدا. في النهاية قضت المحكمة العليا للولايات المتحدة في قضية بوش ضد آل جور بإنهاء جميع عمليات إعادة الفرز، مما سمح لحاكمة الولاية هاريس بالتصديق على نتائج الانتخابات. وأعطى العدد النهائي الرسمي لفلوريدا النصر لجورج دبليو بوش على آل غور بـ 537 صوتًا، بفارق 0.009٪ من الفرق. كانت هذه العملية مثيرة للجدل للغاية، وأدت إلى دعوات لإصلاح نظام الانتخابات في فلوريدا. ومن الجدير بالذكر أن قوانين ولاية فلوريدا هي من أكثر القوانين تشددًا في معاقبة المجرمين وحرمانهم من حقوقهم، حتى لو قضوا مدة عقوبتهم. إلى جانب العقوبات الأخرى استبعدت العديد من الأقليات التي ربما تكون قد صوتت لصالح المرشح الديمقراطي.

### ايفرجليدز، الأعاصير، التنقيب والبيئة
تركز الاهتمام العلمي على المدى طويل الطويل على هشاشة منطقة إيفرجلادز. في عام 2000، أذن الكونجرس بخطة ترميم الخضرة الشاملة (CERP) بمبلغ 8 مليارات دولار. وكانت الأهداف تتمثل باستعادة النظام البيئي والصحي لإيفرجلادز وتعظيم قيمة للناس من الأرض والماء والتربة. [93]
تتمثل الأهداف في استعادة صحة النظام الإيكولوجي لـ Everglades وزيادة اعتزاز الناس بأرضهم ومياههم وتربتهم.

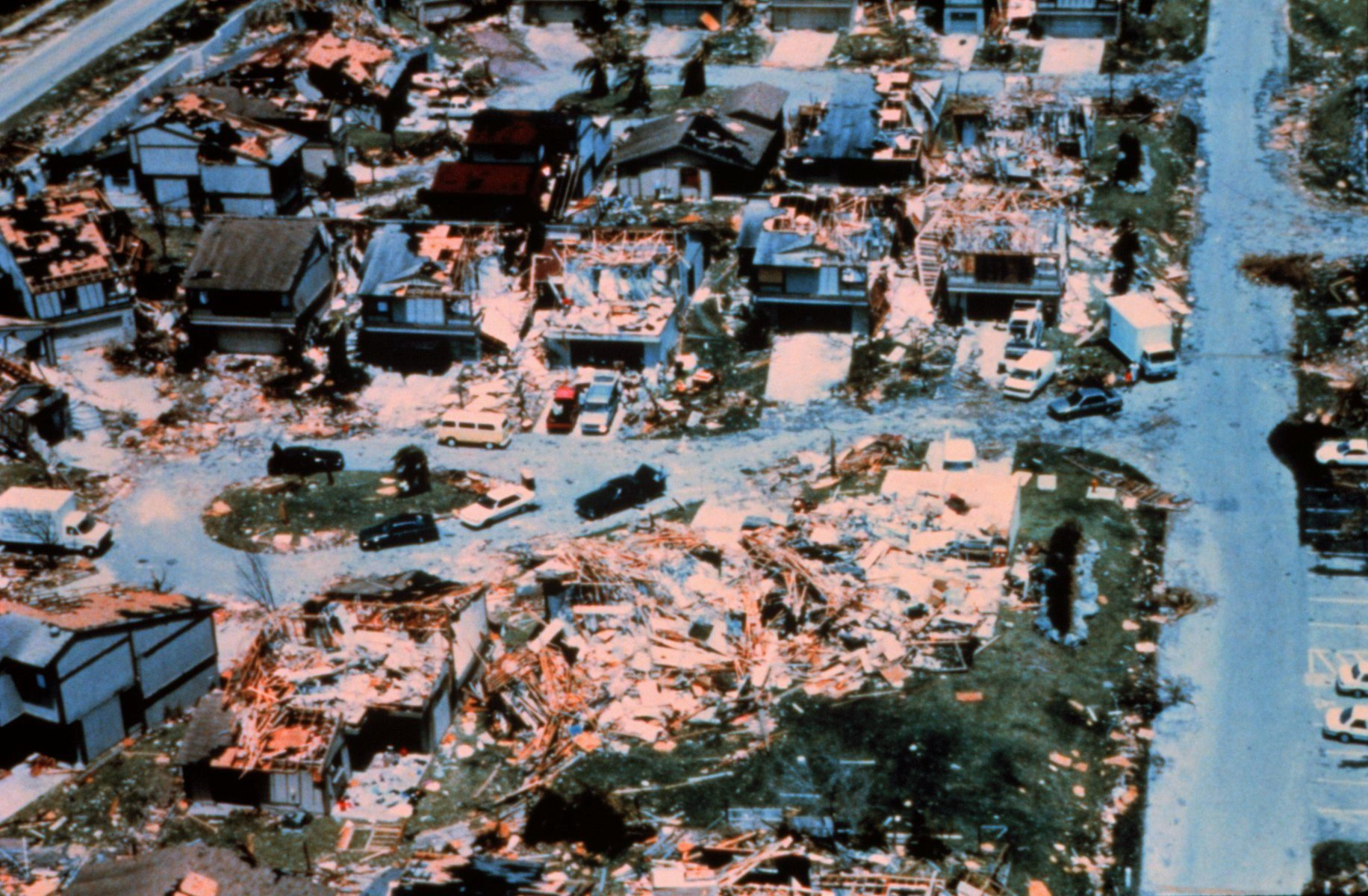
الدمار بالقرب من ميامي بعد إعصار أندرو

 near Miami following Hurricane Andrew]]
في أغسطس 1992 ضرب إعصار أندرو مدينة هومستيد وجنوب مدينة ميامي كإعصار من الفئة 5، مما أسفر عن مقتل أربعين شخصًا وتدمير 100000 منزل، وترك أكثر من مليون شخص بدون كهرباء، وأضرار بقيمة 20-30 مليار دولار. وتعرض جزء كبير من نباتات جنوب فلوريدا الحساسة لأضرار بالغة. وكانت المنطقة لم تشهد عاصفة بهذه القوة منذ عقود. إلى جانب الأضرار الجسيمة التي لحقت بالممتلكات، حيث كاد الإعصار أن يدمر صناعة التأمين في المنطقة.
تضررت الجهة الغربية من ولاية فلوريدا بشدة في عام 1995، حيث ضربت أعاصير أليسون وإرين وأوبال المنطقة في غضون بضعة أشهر. ازدادت قوة العواصف خلال ذلك الموسم، وبلغت ذروتها مع هبوط أوبال من الفئة 3 في أكتوبر.
كما عانت فلوريدا بشدة خلال موسم أعاصير الأطلسي عام 2004، عندما ضربت أربع عواصف كبرى الولاية. هبط إعصار تشارلي في منطقة مقاطعة شارلوت التي تقطع شمالاً عبر شبه الجزيرة، وضرب إعصار فرانسيس ساحل المحيط الأطلسي وغمر معظم وسط فلوريدا بأمطار غزيرة، وتسبب إعصار إيفان في أضرار جسيمة في شبه الجزيرة الغربي، وتسبب إعصار جين في أضرار جسيمة في نفس المنطقة شبيهة بما فعله إعصار فرانسيس وإزداد تآكل الشاطئ. وقدرت الأضرار الناجمة عن العواصف الأربعة بحوالي 22 مليار دولار على الأقل، مع ارتفاع بعض التقديرات إلى 40 مليار دولار. في عام 2005 ضرب جنوب فلوريدا إعصاران كاترينا وويلما. ومن ثم إعصار دينيس.
كانت هناك ضغوط من قبل مجموعات صناعية للتنقيب عن النفط في شرق خليج المكسيك ولكن حتى الآن تم منع التنقيب على نطاق واسع قبالة سواحل فلوريدا. أعلنت الحكومة الفيدرالية أن الولاية منطقة كوارث زراعية بسبب 13 يوماً على التوالي من الطقس المتجمد خلال موسم النمو في يناير 2010. [98]
تشتهر ولاية فلوريدا بانتاج البرتقال منذ عام 1872. انخفض الإنتاج بنسبة 59 ٪ من موسم 2008-2009 إلى موسم 2016-7. كان الانخفاض يرجع في الغالب إلى الإصابة بمرض سرطان الأشجار واخضرار الحمضيات الآسيوي وتدمير الإعصار لها.

### الصيد
في 2009-2010 كانت من الصعب ان تجد هناك أي سمكة قبالة سواحل فلوريدا، إلا أن الأسماك أصبحت موجودة في جميع أنحاء ولاية فلوريدا في عام 2016. وتعتقد الحكومة الفيدرالية أن هذا يرجع إلى القيود الفيدرالية المفروضة على الصيد.

### البنية التحتية
تماشيا مع الاستخدام في جميع أنحاء البلاد، فإن أكثر من 51 ٪ من المنازل في ولاية فلوريدا في عام 2015 تستخدم الهواتف المحمولة أو اللاسلكية فقط.

## السياحة

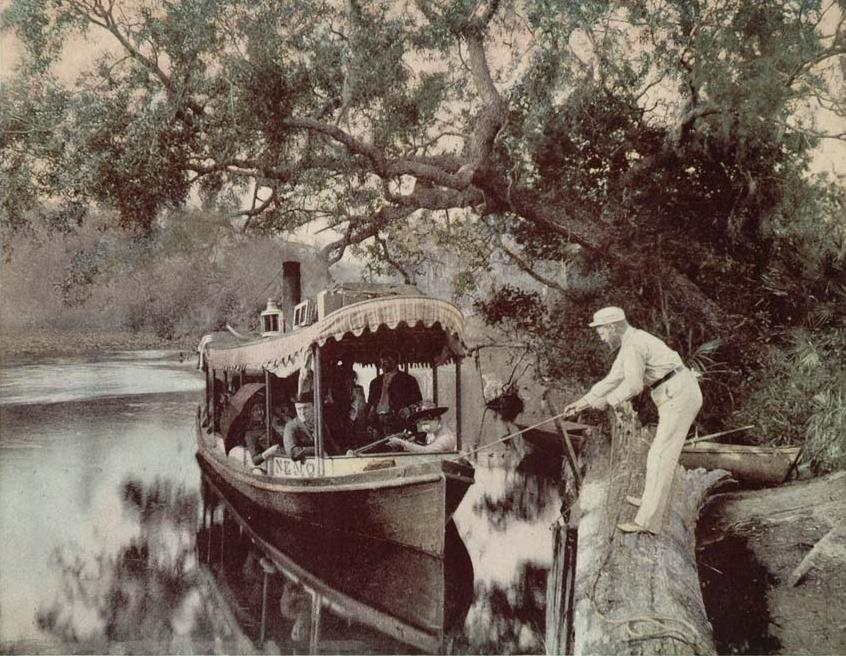
سياح عام 1893

خلال أواخر القرن التاسع عشر، أصبحت فلوريدا وجهة سياحية مشهورة بعدما امتدت سكة حديد هنري فلاجلر إلى المنطقة. في عام 1891 بنى قطب السكك الحديدية هنري بي بلانت فندق تامبا باي الفاخر في مدينة تامبا. وتم تكييف الفندق فيما بعد لاستخدامه كحرم جامعي لجامعة تامبا.
انشأ هنري فلاجلر خط سكك حديد يمتد على طول ساحل فلوريدا من جاكسونفيل إلى كي ويست. ووضع على طول الطريق أماكن إقامة كبيرة للمسافرين، بما في ذلك فندق بونسي دي ليون في سانت أوغسطين، وفندق أورموند في أورموند بيتش، وفندق رويال بونسيانا وفندق بريكرز في بالم بيتش، وفندق رويال بالم في ميامي.
في فبراير 1888، كان لدى فلوريدا سائح خاص: هو الرئيس جروفر كليفلاند بالإضافة إلى السيدة الأولى للولايات المتحدة، وزار حزبه فلوريدا لمدة يومين. وألقى خطابا لدعم السياحة في الدولة. ثم أخذ قطارًا إلى سانت أوغسطين وقابل هنري فلاغلر، ومن ثم بالقطار إلى تيتوسفيل، حيث استقل زورق بخاري وزار روكليدج. وفي طريق عودته زار سانفورد ووينتر بارك.
ربطت سكك حديد فلاجلر المدن مع بعضها البعض على الساحل الشرقي لفلوريدا. هذا ما خلق المزيد من التحضر على طول هذا الممر. تبع التطوير أيضًا بناء شبكة من الطرق في شرق وغرب فلوريدا. هذه الطرق ساعدت على تنشيط السياحة والتحضر.

### مدينة الملاهي

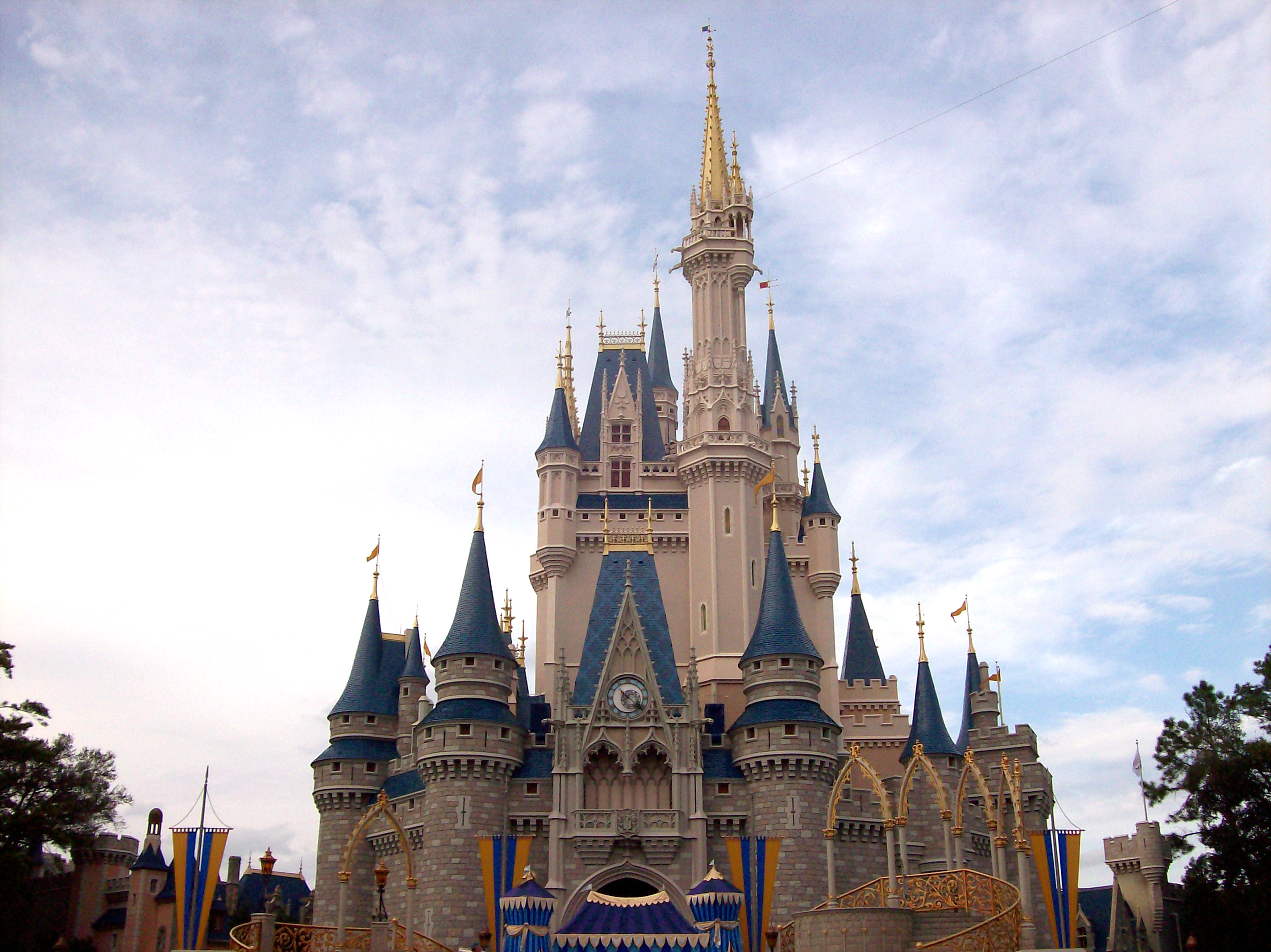
مملكة السحر في عالم والت ديزني

تم تطوير أول حدائق ملاهي في فلوريدا في ثلاثينيات القرن الماضي وشملت حدائق سايبرس عام (1936) بالقرب من وينتر هافن ومارينلاند عام (1938) بالقرب من سانت أوغسطين.

#### عالم ديزني
اختارت شركة والت ديزني مدينة أورلاندو على العديد من المواقع الأخرى للحصول على نسخة محدثة وموسعة من حديقة ديزني لاند في كاليفورنيا. في عام 1971 افتتحت المملكة السحرية وهي النموذج الأول لهذا لمنتجع، وأصبحت من أشهر معالم الجذب السياحي في فلوريدا، حيث تجتذب عشرات الملايين من الزوار كل عام. مما حفز على تطوير مناطق جذب أخرى، وكذلك مساحات كبيرة من الإسكان والشركات ذات الصلة.
أصبحت منطقة أورلاندو وجهة دولية للمعارض والمؤتمرات، وتضم مجموعة واسعة من الحدائق ذات الطابع الخاص. تشمل الحدائق الترفيهية الأخرى منتجع يونيفرسال أورلاندو ريسورت، وعالم البحار.

### القوارب
في عام 2017، تضررت 50000 سفينة بسبب إعصار إيرما نتج عنه خسائر بقيمة 500 مليون دولار تقريبًا في فلوريدا كيز.

## وصلات خارجية
- Florida Bureau of Archeological Research نسخة محفوظة 24 فبراير 2011 على موقع واي باك مشين.
- Florida Memory over 500,000 photographs and documents from the State Archives of Florida.
- Boston Public Library, Map Center. Maps of Florida, various dates.
- "Map of the Peninsula of Florida" from ca. 1639 via the المكتبة الرقمية العالمية
- A History of Central Florida Podcast